# Museo de Zaragoza
El Museo de Zaragoza es un museo de titularidad estatal y gestión transferida a la comunidad autónoma de Aragón, ubicado desde 1908 en la Plaza de los Sitios de la ciudad de Zaragoza (Aragón). Es el centro museístico más extenso y representativo de todo el territorio aragonés. Sus colecciones resumen la historia desde la Prehistoria hasta el siglo XX: Antigüedad, Alta Edad Media, Renacimiento, Gótico, Barroco, Goya y su época, siglos XIX y XX. Esta amplia variedad se completa con las colecciones singulares de arte oriental, cerámica o etnología. Destacan sus colecciones de arte Oriental como la Torralba, con más de un millar de piezas, y la Pasamar - Onila, con más de 300 estampas, y que convierten a esa sección del Museo en una de las colecciones de arte oriental más importantes de Europa.
Aunque la institución ha recibido diferentes nombres a lo largo de su historia (Provincial, de Bellas Artes y Arqueología, palacio de museos...), actualmente se le conoce únicamente como «Museo de Zaragoza».
La extensa colección del Museo de Zaragoza se inicia en su nacimiento en 1836 con los fondos de la desamortización de Mendizábal y se ha ido incrementando por los diferentes canales legalmente establecidos: compras, donaciones, depósitos y de forma sobresaliente fruto de excavaciones y prospecciones arqueológicas.
Se trata del museo más antiguo de la capital aragonesa y la sede principal (que alberga las secciones de Arqueología y Bellas Artes) está ubicada en un edificio neorrenacentista construido para la Exposición Hispano-Francesa de 1908 por los arquitectos Ricardo Magdalena y Julio Bravo. Su diseño está inspirado en el Patio de la Infanta, de la que fue casa del rico comerciante y mecenas del renacimiento aragonés Gabriel Zaporta. 
Otras dos sedes del museo en capital aragonesa son la Casa Pirenaica que acoge la sección de etología y la Casa de Albarracín que acoge la sección de cerámica. Ambas se encuentran ubicadas en Parque José Antonio Labordeta de la ciudad —que reproducen modelos típicos de la arquitectura popular de estas zonas— construidas por Alejandro Allanegui en 1956. Una última sección acoge los hallazgos del yacimiento arqueológico de Colonia Celsa y se encuentra situada en un edificio de arquitectura funcional de Velilla de Ebro.

## Historia del museo
El Museo de Zaragoza nació con la desamortización eclesiástica de Mendizábal en el año 1836, durante la regencia de María Cristina. Se abrió al público por primera vez en enero de 1848. Desde dicho momento ha transitado por diversas sedes (iglesia de San Pedro Nolasco, ex convento de Santa Fe y Colegio Militar Preparatorio) hasta su sede definitiva en la plaza de Los Sitios. En 1971 pasó a depender del entonces Ministerio de Educación y Ciencia, más tarde se transfirió su gestión a la comunidad autónoma de Aragón (1987), pero conservando la titularidad estatal. Una sección de Etnología se incorporó en el año 1976 y otra especializada en el mundo romano, la Colonia Celsa, se añadió en 1997.
1835. Desamortización eclesiástica de Mendizábal (Regencia de María Cristina).
1835-1844. Comisión Artística de la R. Academia de NN. y BB. AA. de San Luis de Zaragoza para elaborar el inventario de bienes.
1836-1845. Sede: iglesia de San Pedro Nolasco.
1844-1850. Sigue las tareas la Comisión Científica y Artística de la Provincia de Zaragoza.
1845-1894. Sede: antiguo convento de Santa Fe.
1848. Apertura del Museo.
1850-1857. La Academia de San Luis al frente del Museo.
1857-1883. La Comisión de Monumentos al frente del Museo.
1883-1914. La Academia de San Luis al frente del Museo.
1894-1910. Sede: Colegio Militar Preparatorio.
1910. Sede: edificio de Ricardo Magdalena en plaza de Los Sitios.
1914. Museo Provincial de Bellas Artes. El Museo regido por una Junta de Patronato.
1954. Primera reforma de la Sección de Arqueología.
1971-1977. El Museo pasa a depender del Ministerio de Educación y Ciencia.
1974-1975. Primera reforma museográfica del edificio y de las Secciones de Arqueología y Bellas Artes.
1976. Se suman al Museo el Museo Etnológico y de Ciencias Naturales de Aragón (parque José Antonio Labordeta, Zaragoza).
1977-1978. El Museo pasa a depender del Ministerio de Cultura. Nueva denominación: Museo de Zaragoza.
1983. Construcción del Centro de Velilla de Ebro, como gran área de reservas del yacimiento de la Colonia Celsa.
1984. Primera reforma museográfica de la Sección de Etnología.
1987. Transferencia de la gestión a la comunidad autónoma de Aragón.
1991. Reforma museográfica integral del Museo de Ciencias Naturales, reconvertido en Sección de Cerámica.
1997. Instalación museística de la Colonia Celsa, Velilla de Ebro.
2010. Reforma museográfica de la Sección de Etnología.
2019. Se inician las obras de reacondicionamiento del patio y la verja del museo.
2023. Desde el 2 de noviembre se cierra el museo por una previsión inicial de 24 meses para acometer obras de mejora de las instalaciones. Recibe una beca de investigación de la Japan Foundation para un periodo de cinco años.

## Sección de Arqueología

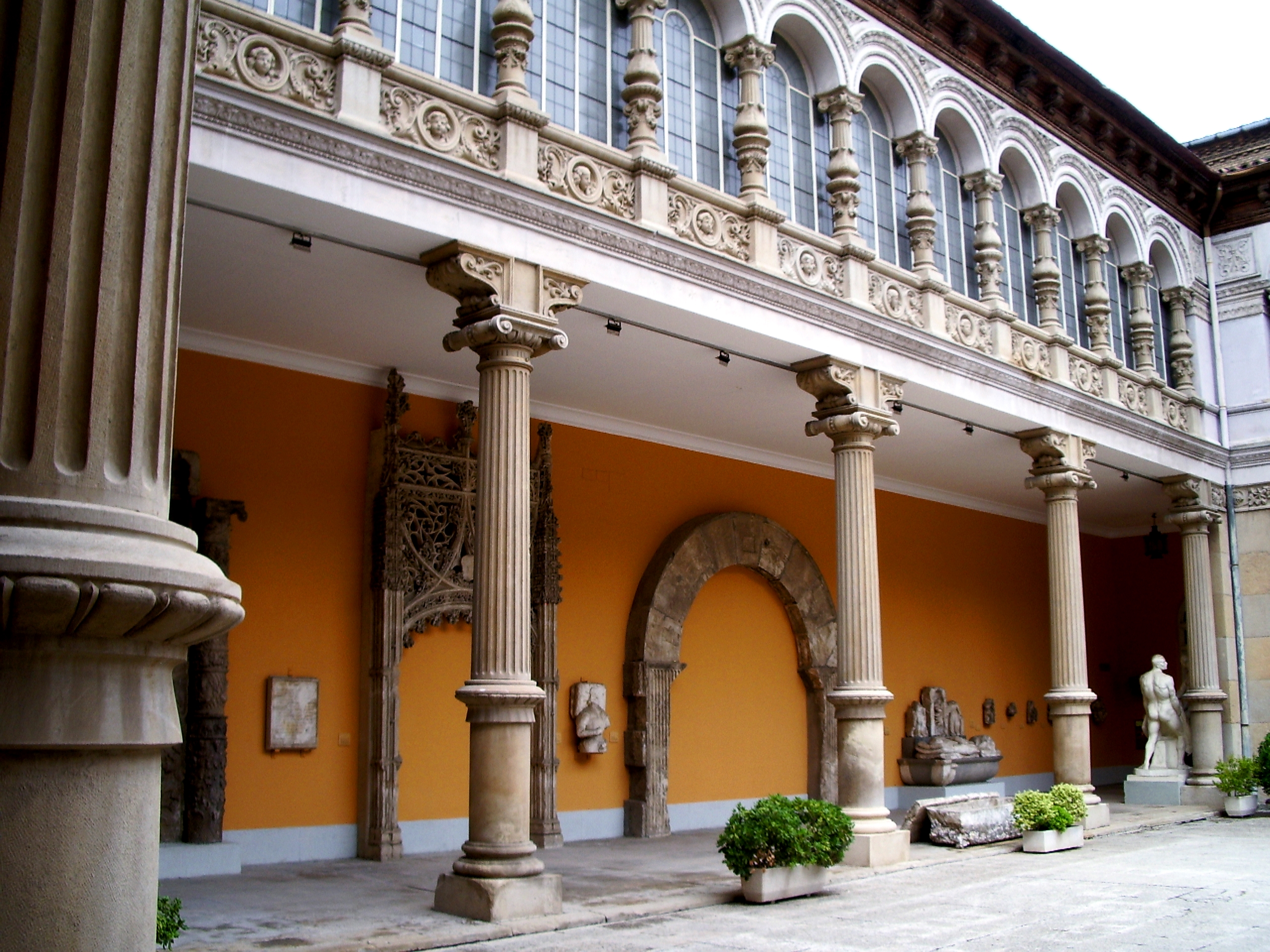
Patio del Museo de Zaragoza antes de su última reforma en 2020

En la sección de arqueología se encuentran materiales desde la Prehistoria hasta la Edad Media entre los que destacan los bronces de Botorrita, hallada en Turiaso (Tarazona), o el Tremissis de Sisebuto de Cesaracosta, entre otros.
Otra de las piezas características de esta colección es la Cabeza de Augusto, realizada en una pieza de 15/16cm de carneola (sardónice indio) a finales del siglo I d. C. durante el reinado de Trajano, muy posterior al reinado del propio Augusto y encontrada en la excavación arqueológica de la piscina del patio del balneario de Turiaso, donde supuestamente Augusto recuperó la salud. Es la pieza más grande. Cabe destacar el hecho de que probablemente se realizó a partir de una cabeza de Domiciano que debía ser modificada tras su damnatio memoriae. Probablemente realizada en Roma y, en principio, ideada para ser insertada otra pieza para crear un busto compuesto de distintos materiales. Se llegó a calificar esta pieza como el hallazgo hispanorromano más importante del siglo XX, al ser un ejemplo claro de propaganda de poder imperial y, más específicamente, de parte de los múltiples intentos de Trajano de publicitarse como heredero de la estirpe imperial de Augusto.

## Sección de Bellas Artes
El Museo de Zaragoza es la sede de la Real Academia de Nobles y Bellas Artes de San Luis, que es la fundadora del Museo, y alberga en las plantas segunda y tercera obras pictóricas y escultóricas que abarcan desde el siglo XII hasta el Arte Contemporáneo. Entre las segundas destacan los lienzos de Francisco Bayeu y Goya; en especial, de este último, los retratos del Duque de San Carlos o el de Fernando VII con manto real. Completan las colecciones una selección de pintura gótica, renacentista y barroca de ámbito aragonés, una sala de obra gráfica y otra de Arte Oriental procedente de la colección Torralba-Fortún.
Obras pictóricas destacadas del museo son un bodegón de Antonio de Pereda, Céfalo y Procris ante Diana de Luca Giordano y especialmente el Retrato de Alfonso V de Aragón de Juan de Juanes, adquirido por compra del Gobierno de Aragón en 2006. Acoge también óleos de los principales pintores que desarrollaron su actividad en Aragón, entre los que destacan los de Jerónimo Cósida y Roland de Mois, para la época renacentista, los lienzos barrocos de Jusepe Martínez y Vicente Berdusán y los de los Bayeu, con Francisco a la cabeza, ya mencionado.

### Renacimiento

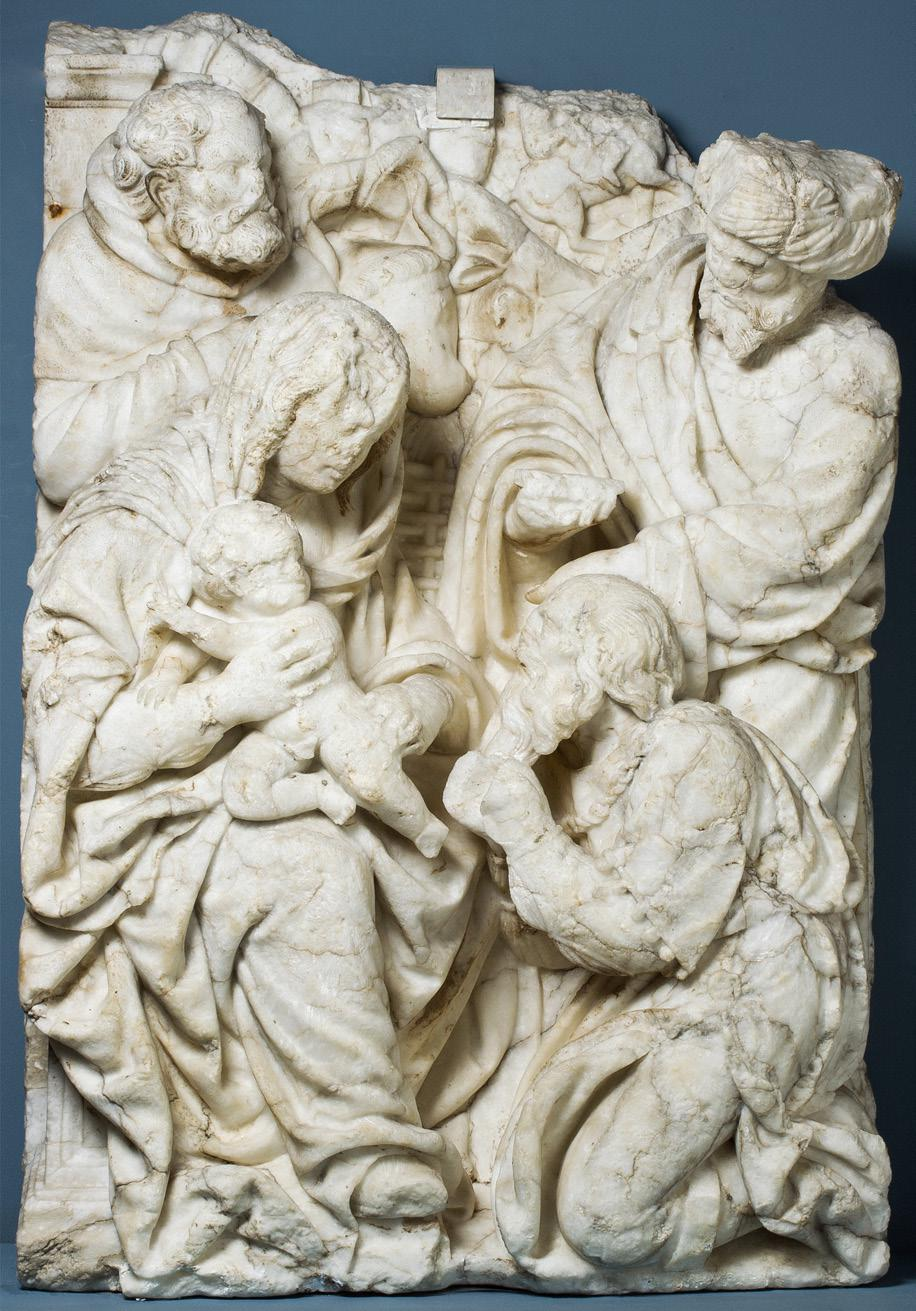
Adoración de los Reyes Magos de Damián Forment, hacia 1517-1519

La colección de obras del Renacimiento es uno de los conjuntos más nutridos y representativos del museo, tanto que mereció una exposición itinerante por varias ciudades españolas (Bilbao, Valencia y la propia Zaragoza) entre otoño de 2009 y primavera de 2010. Esta etapa no sólo está comprendida por pintura, sino también por cerámica, talla en madera y, especialmente, escultura. Dentro de este último apartado, destaca la figura del aragonés Damián Forment, del que el museo posee un total de siete obras, algunas procedentes del desaparecido Monasterio de Santa Engracia y bastante mutiladas, y otras en perfecto estado de conservación, como es el caso del San Onofre o Santa Ana, la Virgen y el niño, esta última inédita hasta 2019, depósito de una colección particular zaragozana. El panorama se completa con obras de Gil Morlanes —tanto padre como hijo (San Esteban)—, Gabriel Yoly (un alabastro con La Presentación de la Virgen en el templo), un fragmento del sepulcro del canciller flamenco Jean Sauvage (Juan Selvagio) del desaparecido cenobio zaragozano, obra de Alonso Berruguete en colaboración con Felipe Bigarny, y una Inmaculada de estilo romanista según modelos de Juan Miguel Orliens.
La pintura del Renacimiento aragonés está representada por la figura del pintor Jerónimo Cósida, del que el museo posee algunas de sus obras maestras, como el Retablo de la Virgen con el niño, procedente de la antigua cárcel de Manifestación del Reino de Aragón, o varias tablas pertenecientes al antiguo retablo mayor y sagrario de la Cartuja de Nuestra Señora de Aula Dei en Zaragoza. También se conservan sendas obras de Pablo Scheppers y Rolán de Moys, pintores flamencos que se asentaron en Zaragoza para trabajar al servicio de Martín de Gurrea y Aragón, duque de Villahermosa.
En cuanto a la obra pictórica del Renacimiento fuera de Aragón, el conjunto que ofrece el Museo de Zaragoza es bastante limitado, aunque cuenta con ejemplos muy notables, como el Retrato de Alfonso V de Aragón de Juan de Juanes, que fue adquirido por el Gobierno de Aragón en 2006; el minucioso Doble retrato de matrimonio, obra de la pintora boloñesa Lavinia Fontana; o una Natividad de Jorge Inglés, cedida en depósito por una colección particular aragonesa desde comienzos del año 2023. El resto se trata de cuadros importados principalmente desde Flandes, como es el caso del San Jerónimo de Colyn de Coter, La Virgen con el niño del denominado «Monogramista GB» (que debió adquirir Martín de Gurrea y Aragón y posteriormente donar al Monasterio de Veruela, de donde procede) y otra versión debida al «Maestro de la Magdalena Mansi», así como copias de autores como Tiziano o Scipione Pulzone.
La sección se completa con un pequeño conjunto compuesto por las denominadas «artes menores», entre las que se incluyen piezas de cerámica esmaltada de los alfares de Muel y una serie de bienes muebles, como son la silla abacial del coro de Monasterio de Rueda y las sillas del coro del Monasterio de Veruela.

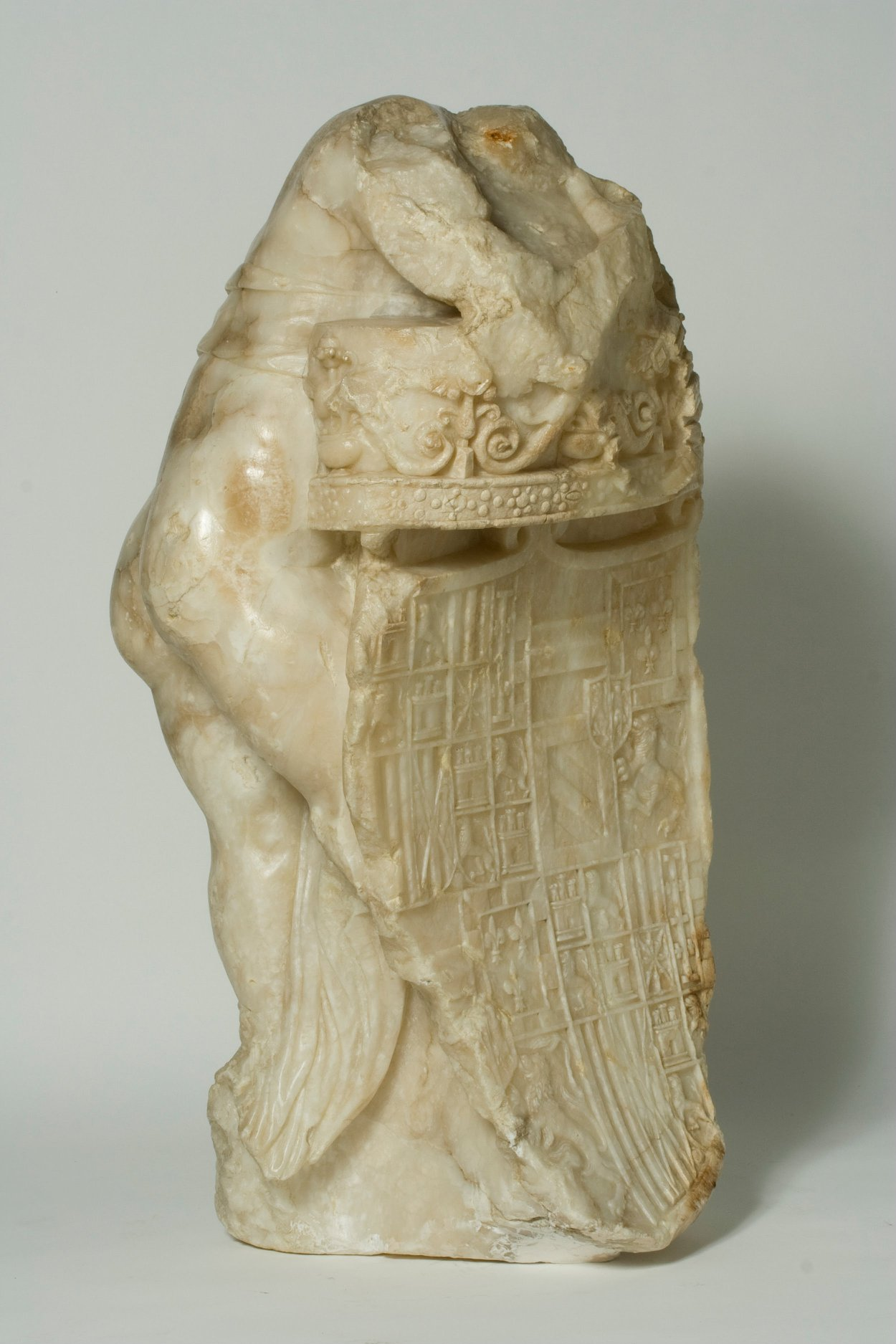
Figura tenante con las armas de Carlos I, de Alonso Berruguete y Felipe Bigarny (h. 1519-1520).
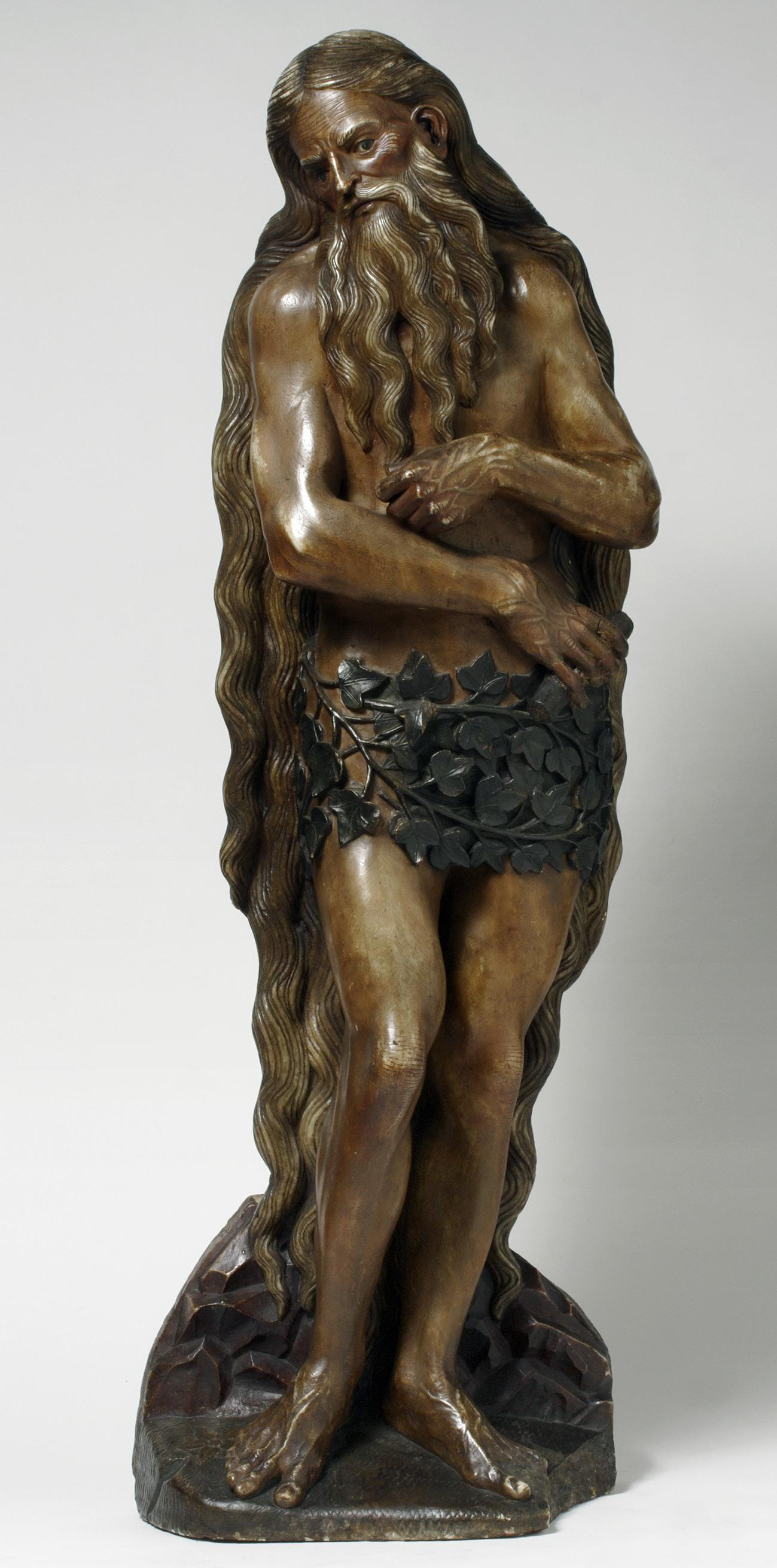
San Onofre, de Damián Forment (h. 1520).
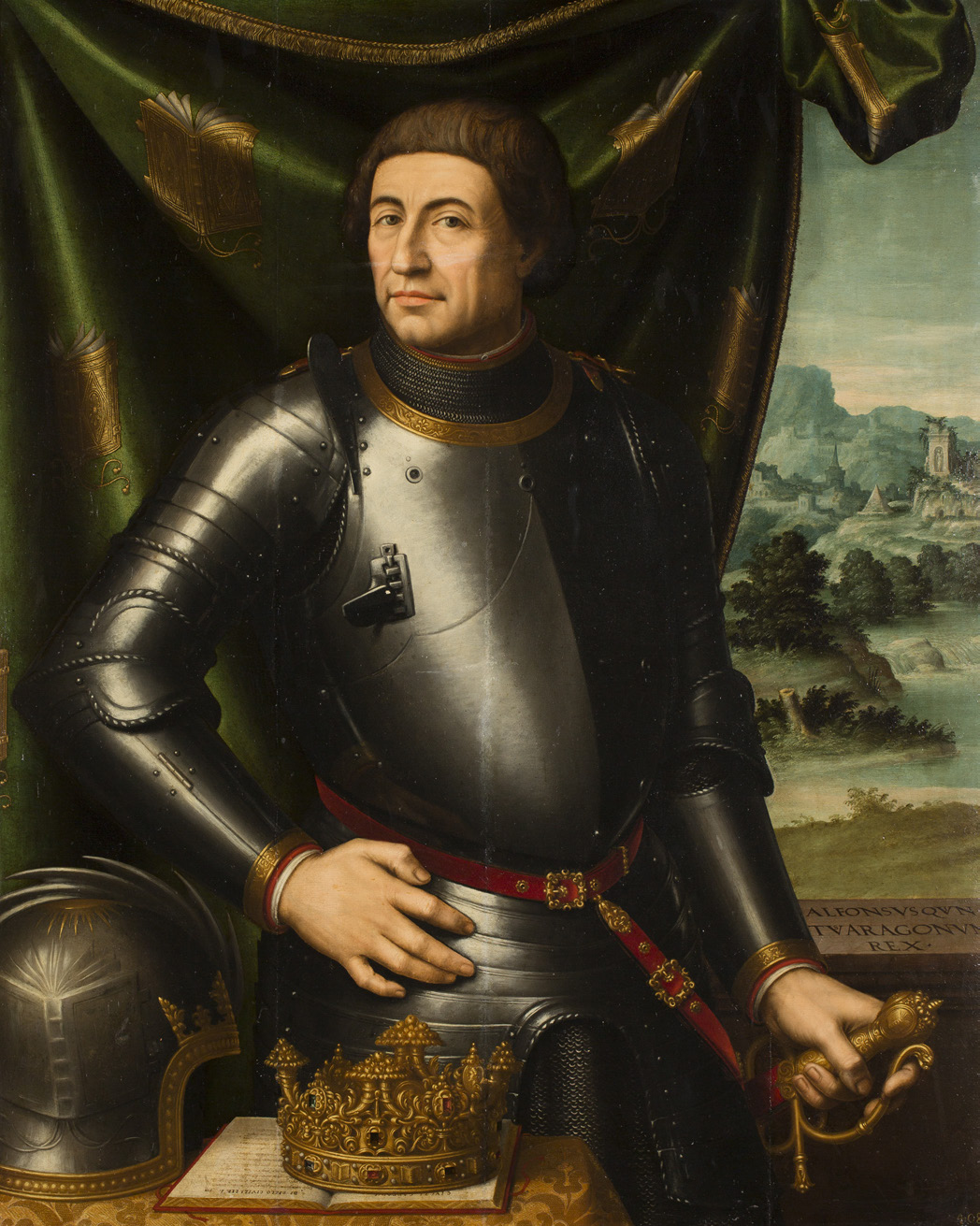
Retrato de Alfonso V de Aragón, de Juan de Juanes (1557).
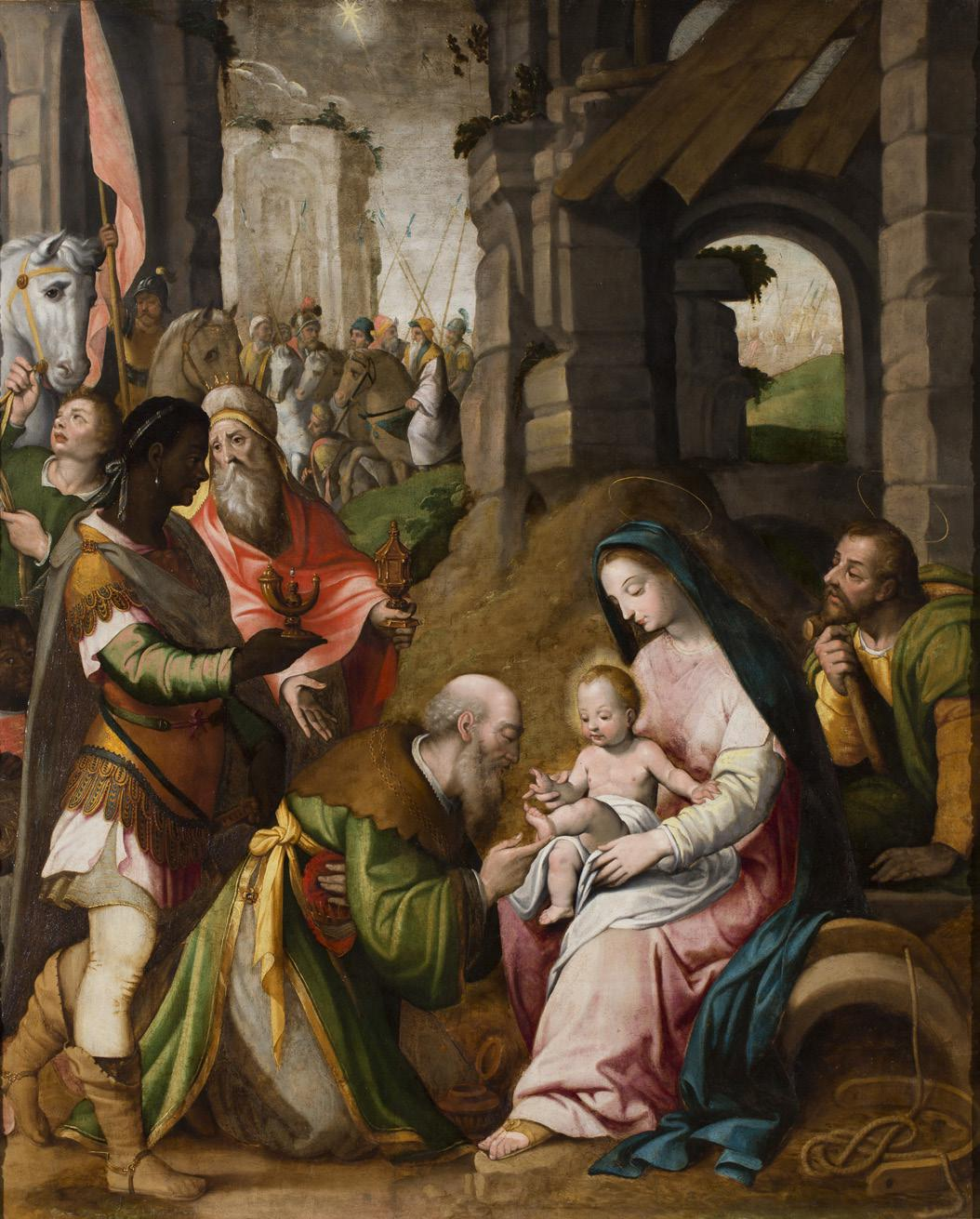
Adoración de los Reyes Magos, de Pablo Scheppers (h. 1575).
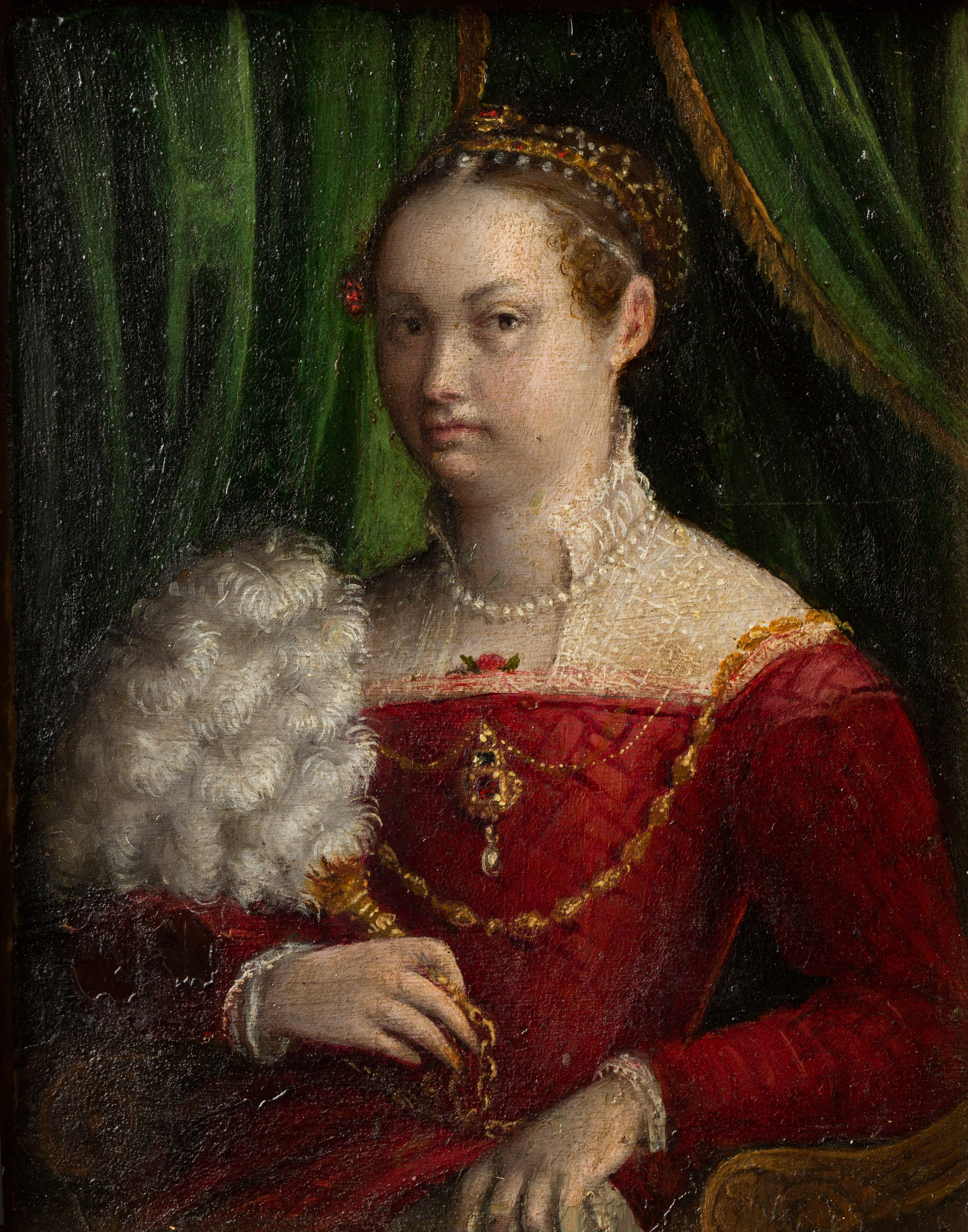
Doble retrato de matrimonio (¿Autorretrato?), de Lavinia Fontana (h. 1577-1585). Vista de una de sus caras.[nota 4]

### Barroco
La colección de arte del Barroco está conformado por un total de tres mil piezas, aproximadamente, entre las que sobresalen las pertenecientes a la escuela aragonesa. De ella, destaca la presencia de los artistas Jusepe Martínez y Vicente Berdusán, de los que el museo conserva algunas de las que se consideran sus obras maestras. Así, del primero, destaca un Autorretrato pintando a su padre Daniel Martínez (que perteneció al pintor oscense Valentín Carderera y que tradicionalmente venía asignándose a su hijo, fray Jerónimo Martínez y Jenequi), San Pedro Nolasco o una exquisita Santa Catalina, mientras que del segundo sobresale el grupo de pinturas en torno a la vida de San Benito de Nursia y San Bernardo de Claraval que antaño decoraron el Monasterio de Veruela. Otros pintores aragoneses representados en la institución son Felices Vicente de Cáceres, Rafael Pertús y Pablo Rabiella y Díez de Aux (un magnífico San Pedro y San Pablo). 
La pintura barroca española está escasamente representada, aunque posee notables ejemplos pertenecientes a maestros de la escuela madrileña, como Antonio de Pereda, Juan de Arellano, Claudio Coello, Alonso del Arco, Andrés Deleito (círculo), José Moreno o Juan Puche, entre otros. En lo que se refiere a pintura europea, destaca la presencia del pintor y grabador italiano Luca Giordano, del que el museo posee un total de cuatro obras, entre las que destaca Céfalo y Procris ante Diana, que fue adquirida por el Gobierno de Aragón en 2006. El panorama extranjero se completa con un pequeño repertorio de obras depositadas por el Museo del Prado de Madrid, si bien se deben a autores considerados «menores» dentro de la Historia del Arte. Igualmente, se conservan dos pequeños cobres, procedentes de conventos desamortizados, y pertenecientes a la escuela flamenca, pese a que no se ha podido establecer con rotundidad su autoría. Ambas obras reproducen libremente modelos de Rubens y probablemente formarían parte de una serie más grande.

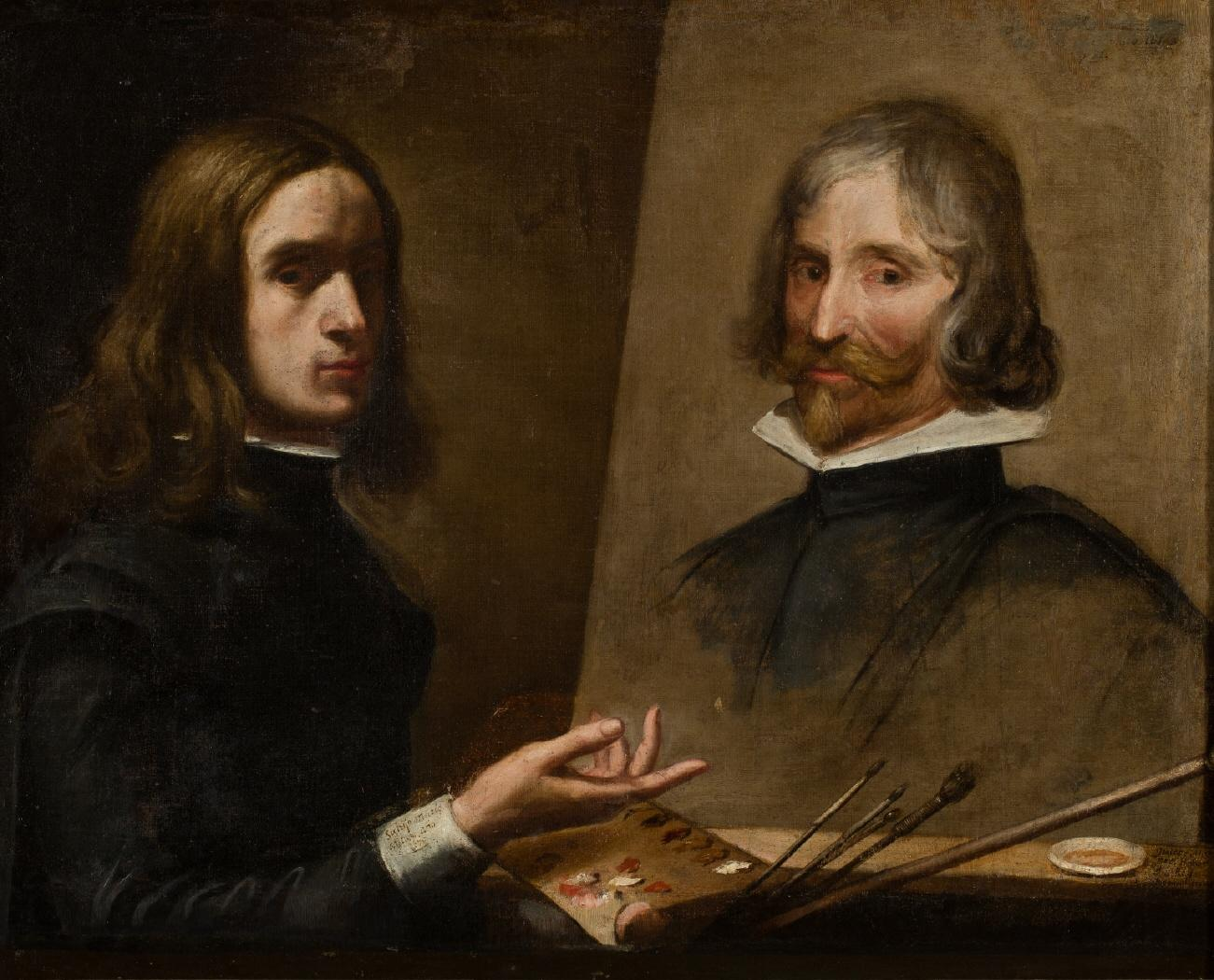
Autorretrato pintando a su padre, Daniel Martínez, de Jusepe Martínez (1630).
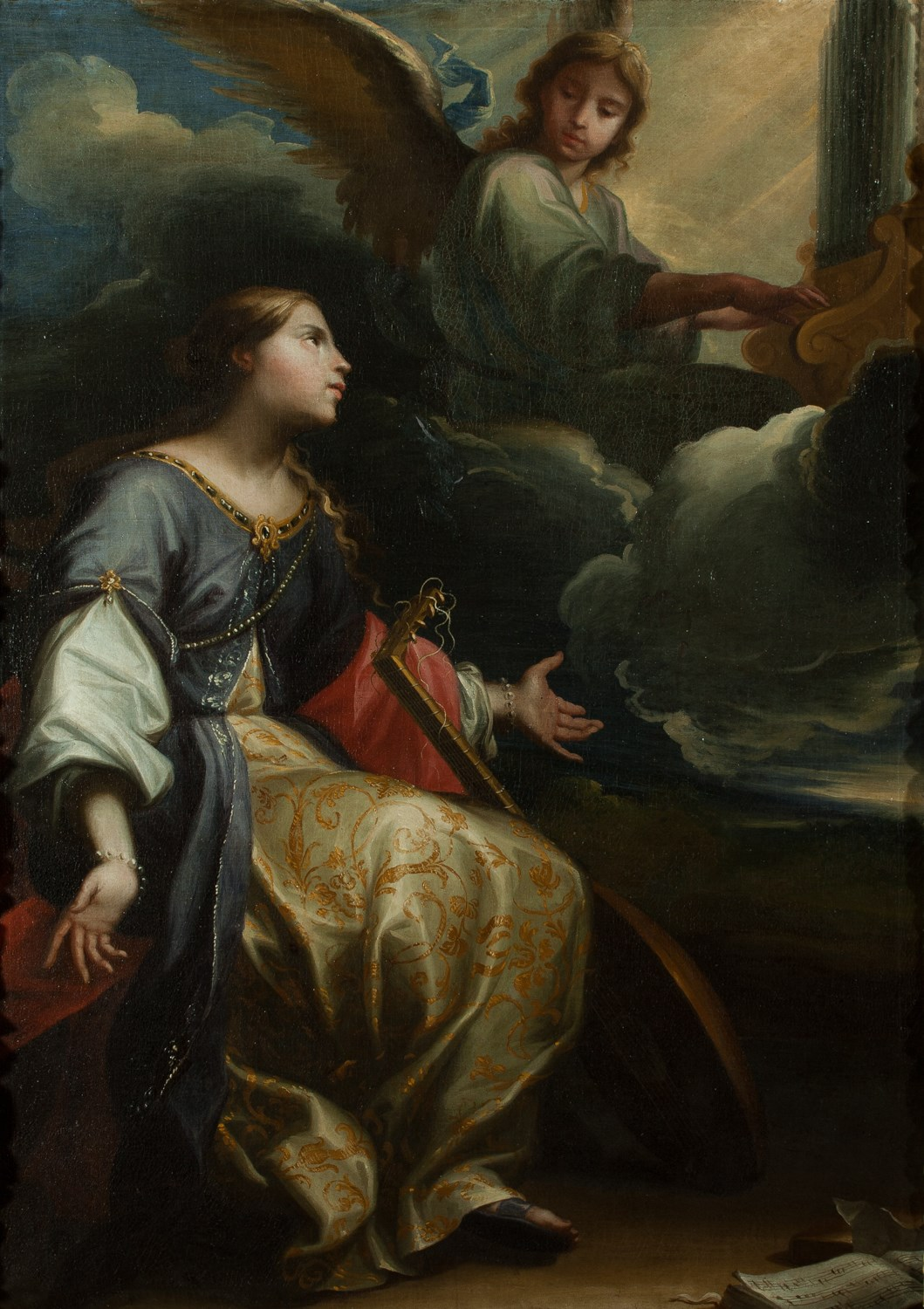
Santa Cecilia, atribuida a Jusepe Martínez (1635-1640).
Vanitas, de Antonio de Pereda (1660).
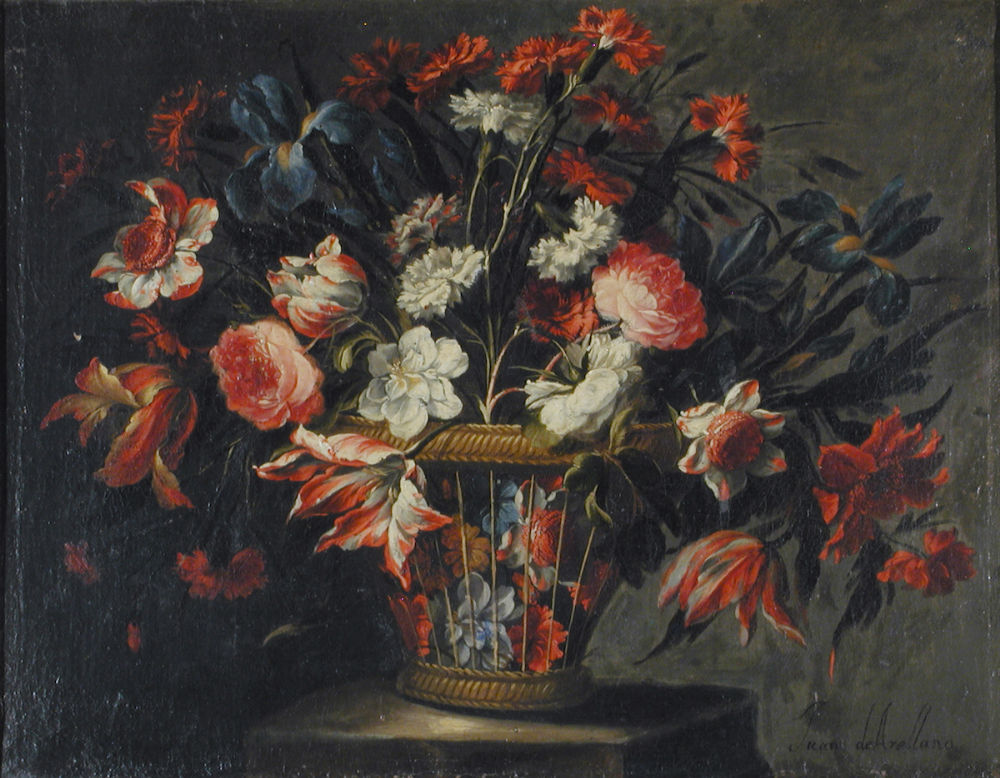
Canastillo de flores, de Juan de Arellano (1665-1670).
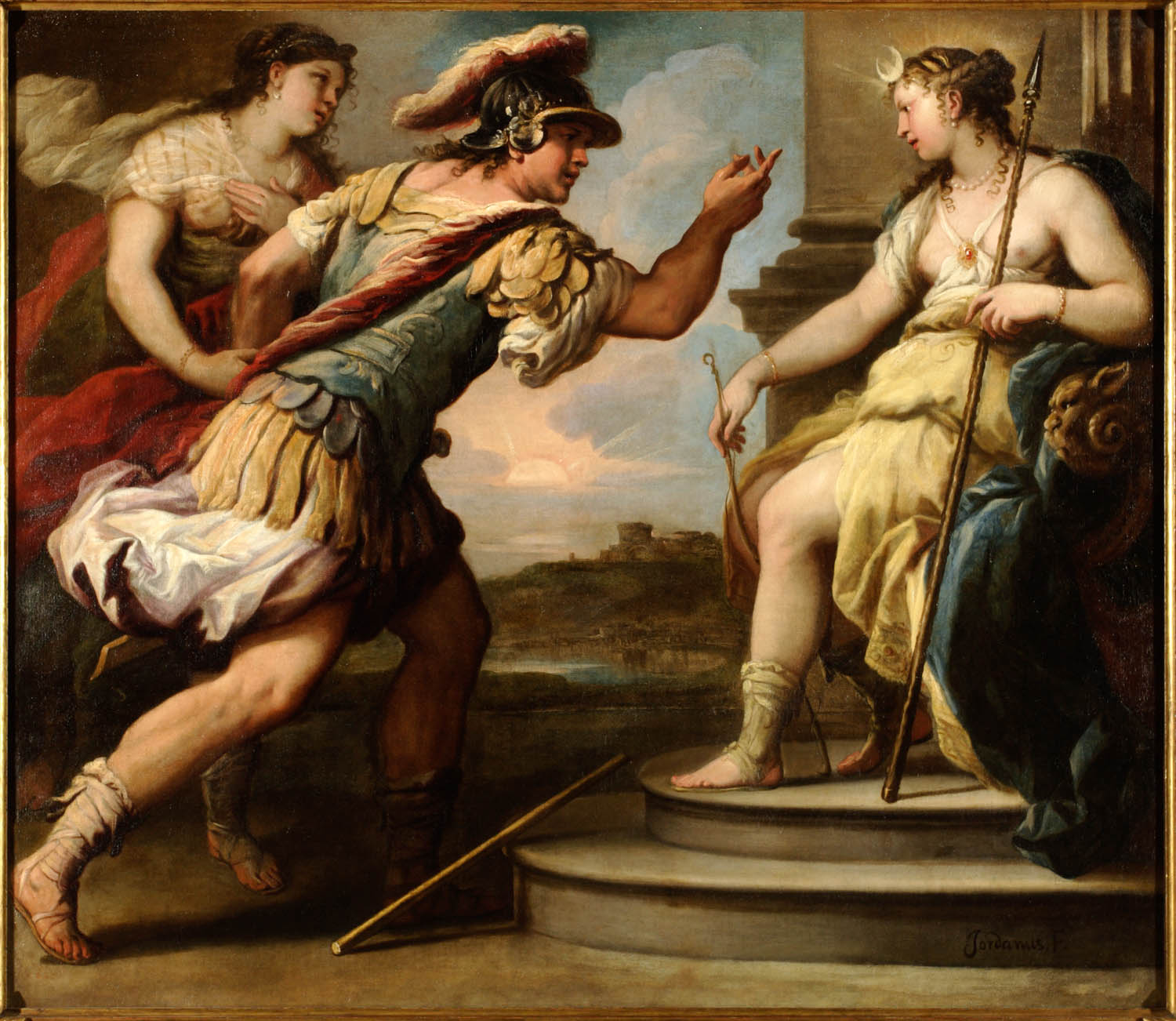
Céfalo y Procris ante Diana, de Luca Giordano (1695).

### ElsigloXVIII
Los fondos del siglo de la Ilustración del Museo de Zaragoza reflejan un panorama local que se extiende hacia los ámbitos nacionales e internacionales. La figura principal en torno a la cual giran estos fondos es la de Francisco de Goya, alumno de José Luzán durante su primera etapa zaragozana. La figura de Luzán estaba escasamente representada en el museo, aunque con la adquisición de la obra San José y el Niño en 2007 se ha logrado paliar esta laguna. El museo también cuenta con una serie de obras de los hermanos Bayeu, íntimamente relacionados con Goya, y con Francisco a la cabeza, de quien se exhibe pintura de diversa temática, destacando sobremanera sus magníficos retratos.
En cuanto a la pintura dieciochesca no aragonesa, el museo cuenta con sendas obras de Corrado Giaquinto (dos bocetos para la cúpula de la capilla de Santa María del Pópolo en la Catedral de Cesena, adquiridos en 2006), Antoine Watteau (círculo), Anton Raphael Mengs, Joaquín Inza y un singular Retrato de Luis XV con armadura en su tienda, copia del original que Charles-André van Loo pintó en 1750 (Palacio de Versalles) y la cual ha sido recientemente asignada a su taller de la superintendencia de los edificios del rey («Direction des Bâtiments du Roi») en Versalles. A estos ejemplos se suman dos pequeños lienzos de Antonio González Velázquez y Mariano Salvador Maella, los cuales fueron descubiertos en 2017 y expuestos por primera vez al público.

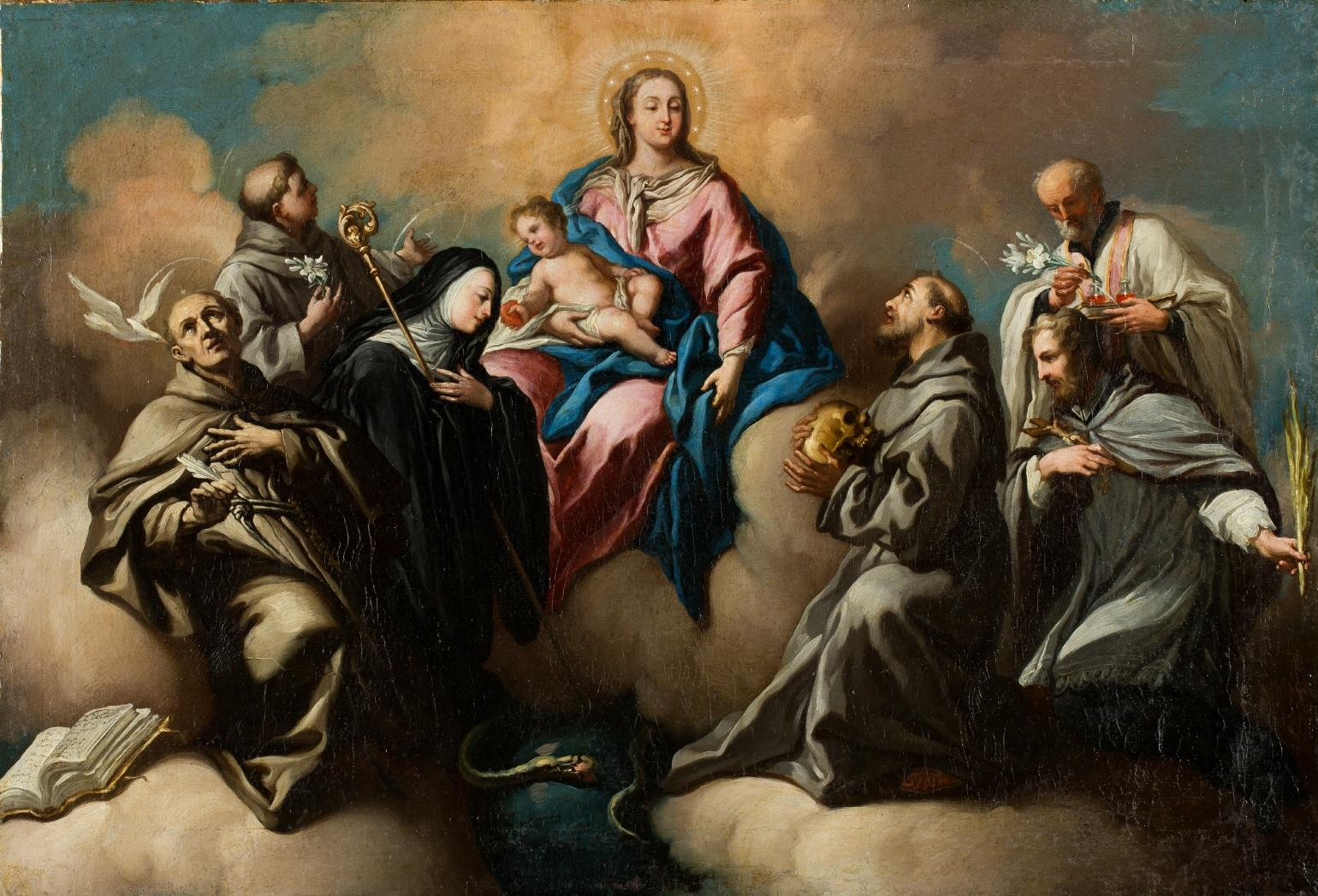
La Virgen con el niño y santos, de Antonio González Velázquez (1749).
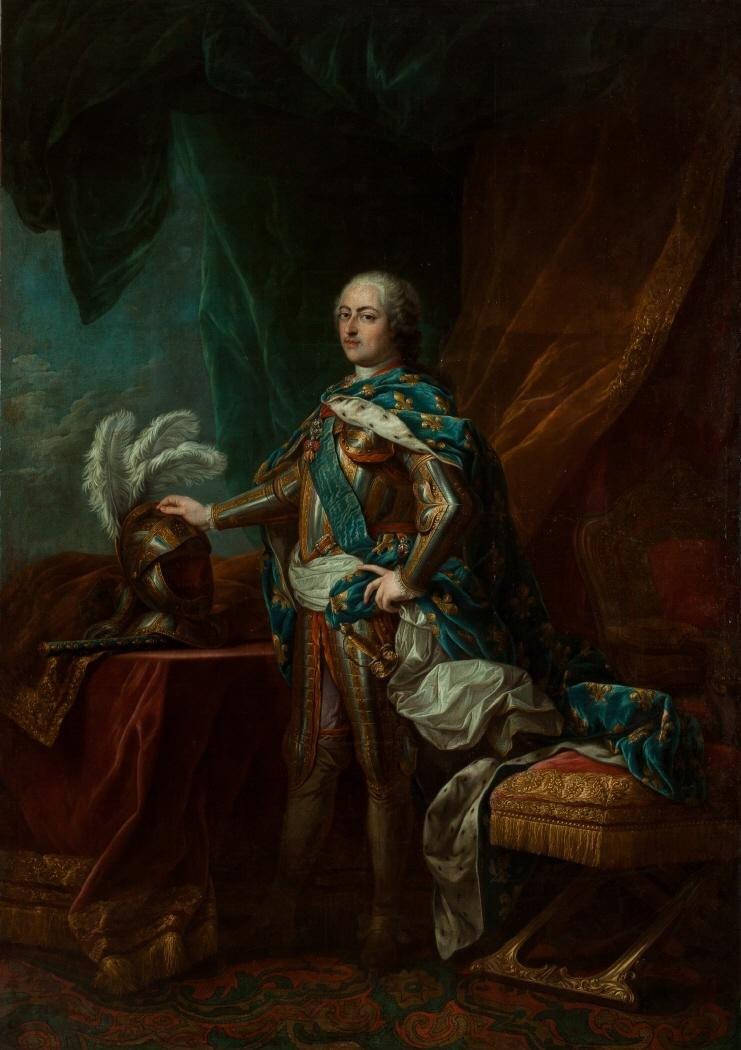
Retrato de Luis XV, del taller de Charles-André van Loo (1750-1762).
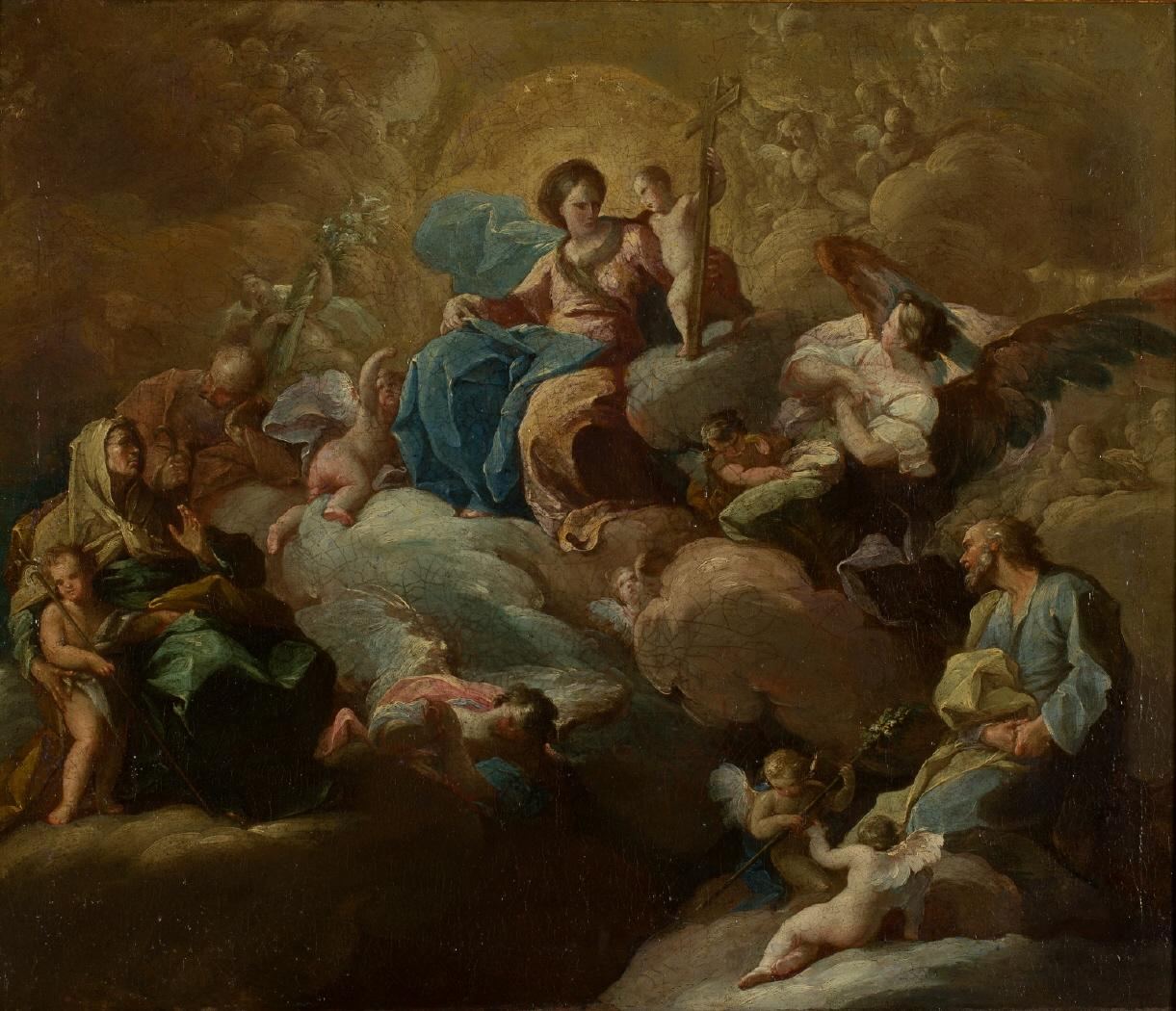
La Sagrada Familia y santos en Gloria, de Francisco Bayeu y Subías (h. 1760).
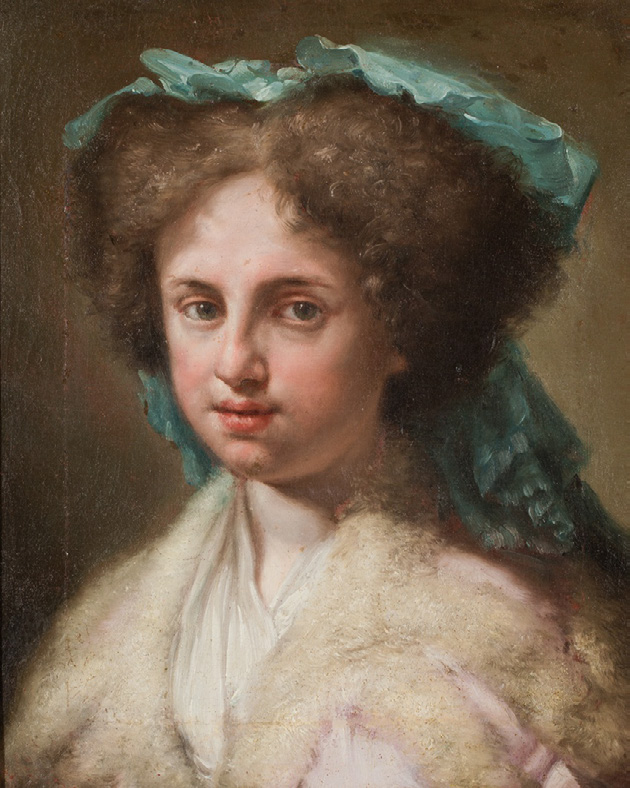
Retrato de Feliciana Bayeu y Merklein, de Francisco Bayeu (h. 1770).
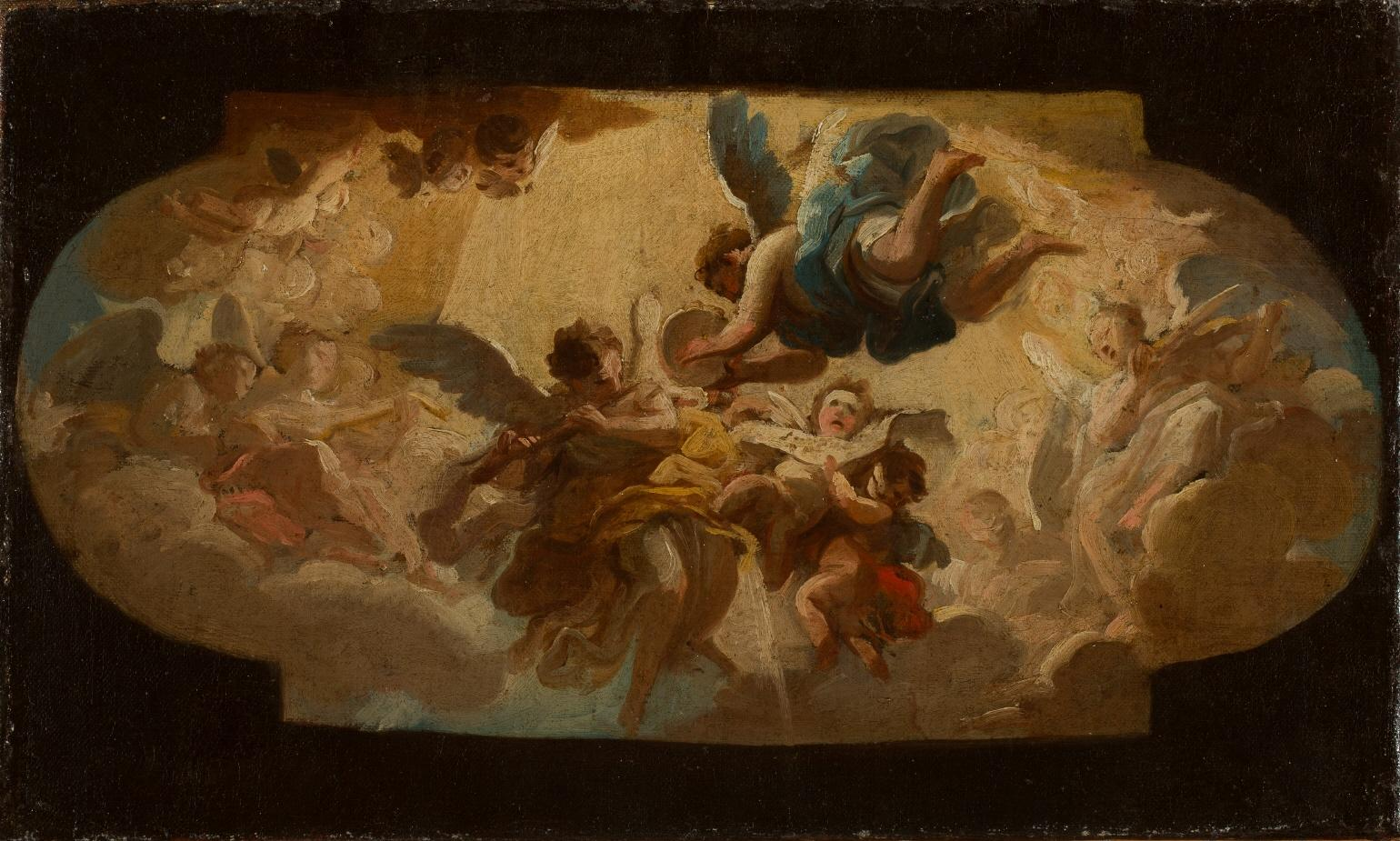
Grupo de ángeles músicos y cantores, de Mariano Salvador Maella (1770).
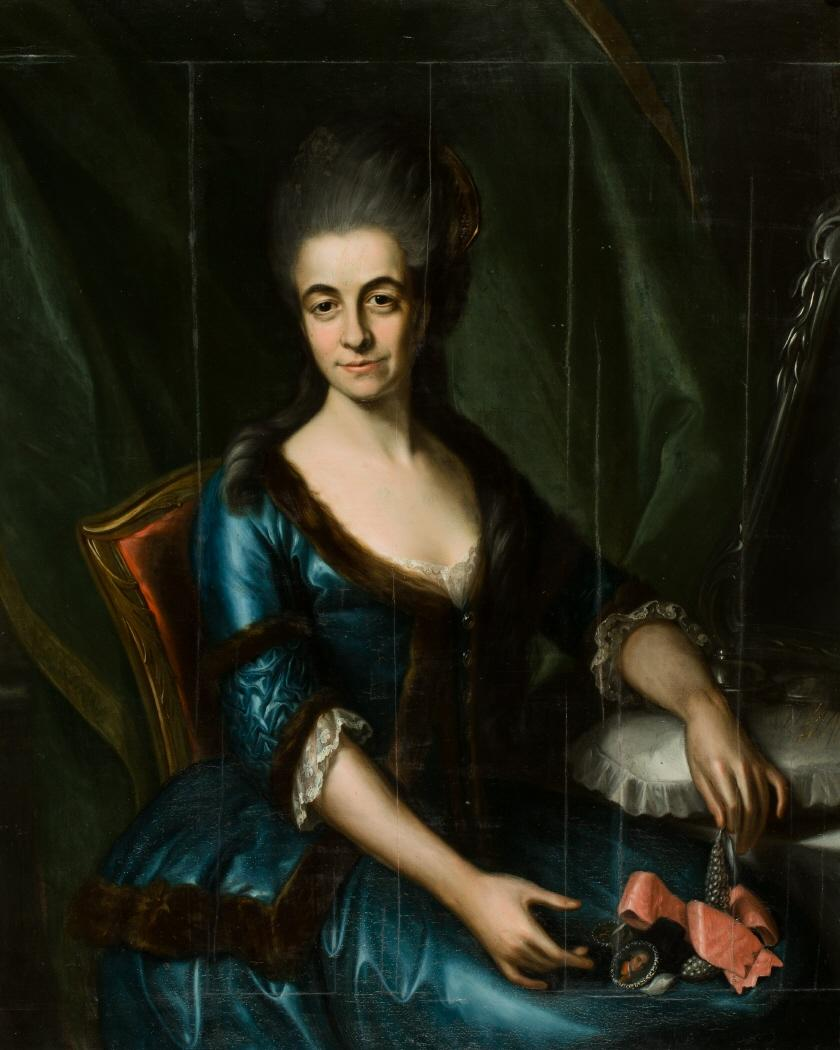
Retrato de dama, de Joaquín Inza (1773).

### Francisco de Goya

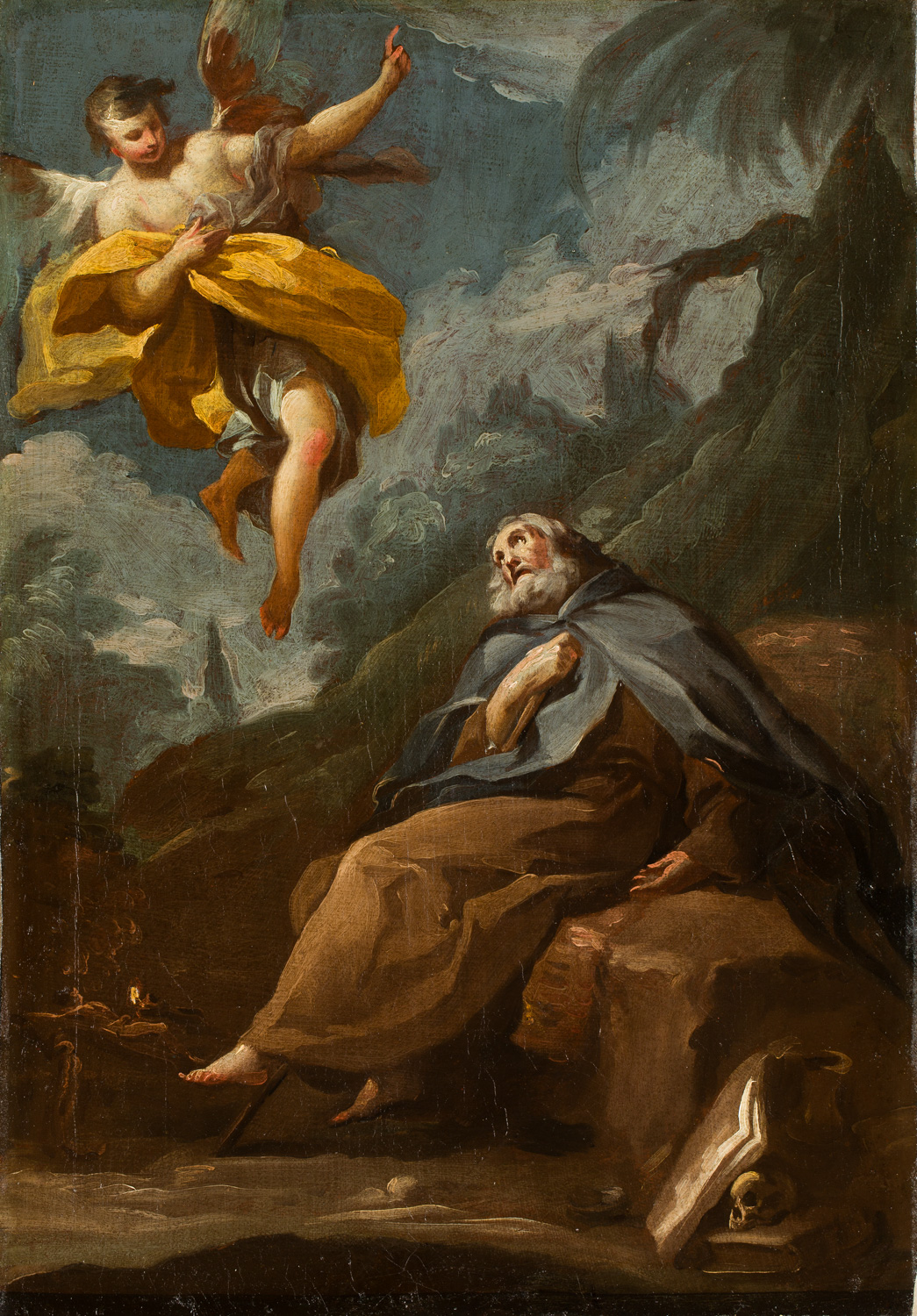
El Éxtasis de San Antonio Abad de Francisco de Goya, hacia 1780

La colección de obras del aragonés Francisco de Goya constituyen, sin duda, el núcleo más importante de la colección de Bellas Artes del museo. Incluye, a fecha de hoy, más de sesenta obras (entre pinturas, dibujos, grabados y otros incunables), siendo, por tanto, la colección a nivel mundial más importante tras el Museo del Prado y la Real Academia de Bellas Artes de San Fernando, ambos en Madrid. La mayor parte de las obras proceden de compras (como la que se hizo en 1926 a una de las descendientes del artista, Manuela Lucientes, y que incluía dos obras juveniles del artista), donaciones o legados de particulares. A estas, se suman diferentes depósitos, tanto de particulares como de instituciones públicas, como el Canal Imperial de Aragón, el cual aportó dos magníficos retratos de Fernando VII y de José Miguel de Carvajal y Manrique, duque de San Carlos. En los últimos años, el museo ha continuado con su labor de adquisición de obras goyescas, derivando en una ampliación, tanto cuantitativa como cualitativa, de la colección. Aunque los nuevos estudios han matizado viejas atribuciones, no siempre han tenido resultados adversos: un lienzo que representaba la muerte de san Antonio Abad y que se creía de Francisco Bayeu o González Velázquez, fue desvelado en junio de 2017 como obra original del propio Goya, tras someterse a un estudio de restauración en profundidad.
En el caso de las pinturas, el museo conserva en torno a una veintena de lienzos debidos a la mano de Goya, los cuales abarcan prácticamente todas sus etapas, desde sus inicios con Luzán (Consagración de San Luis Gonzaga como patrono de la Juventud, obra de dudosa atribución) a sus últimos años exiliado en Burdeos. De la etapa de Goya en Italia, entre 1769 y 1771, cabe mencionar un boceto para el Aníbal vencedor contempla por primera vez Italia desde los Alpes, obra con la que se presentó al concurso que convocó la Academia de Parma en 1771, así como Venus y Adonis, obra de pequeño tamaño destinada a la venta rápida para costear su estancia en Italia. Entre el ciclo de pinturas religiosas ejecutadas por Goya a lo largo de su vida destaca el conjunto de frescos ejecutados para el Oratorio de los Condes de Sobradiel, del que el museo conserva tres de las siete pinturas, entre ellas, el Sueño de San José, adquirida en 1965 mediante suscripción popular. Igualmente, son de digna mención los retratos goyescos que conserva la institución, tanto de amigos y familiares de Goya (Francisco Javier Goya, Juan Martín de Goicoechea...), así como de los más altos miembros de la sociedad, incluyendo los ya citados del rey Fernando VII y el duque de San Carlos, o el del infante don Luis María de Borbón y Vallabriga.
El museo también posee una de las colecciones más representativas y completas de la obra gráfica del genio aragonés, compuesta por dibujos, estampas calcográficas y litografías. En lo que se refiere a Goya como grabador, se conservan las cuatro series de estampas universalmente conocidas (Los Caprichos, Los Desastres de la Guerra, La Tauromaquia y Los Disparates), así como una serie de estampas no seriadas (adquiridas por el Gobierno de Aragón en 2007) y las estampas sobre copias de obras de Diego Velázquez, que le sirvieron de aprendizaje como grabador. Completan el conjunto algunas piezas singulares, como la Cabeza de ángel, dibujo preparatorio para uno de los ángeles que aparecen en el fresco de La Adoración del Nombre de Dios (Basílica de Nuestra Señora del Pilar, Zaragoza) o una carta del artista a su amigo Martín Zapater, fechada en 1780.

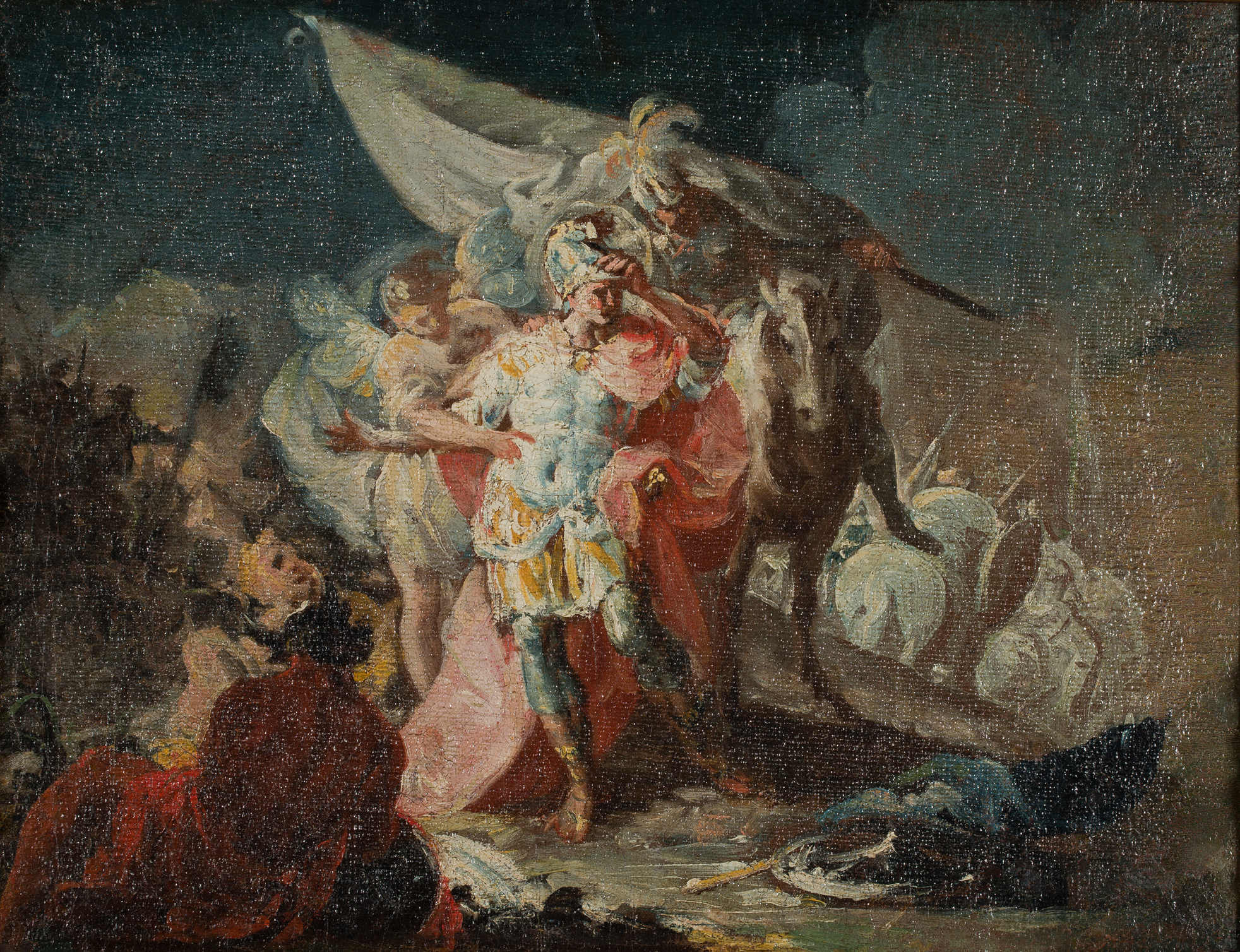
Aníbal vencedor contempla por primera vez Italia desde los Alpes, de Goya (1771).
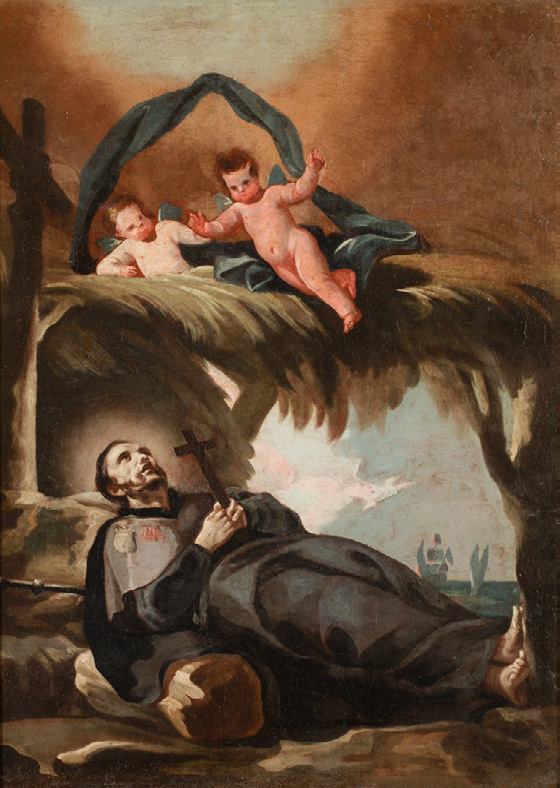
La muerte de san Francisco Javier, de Goya (1771-1774).
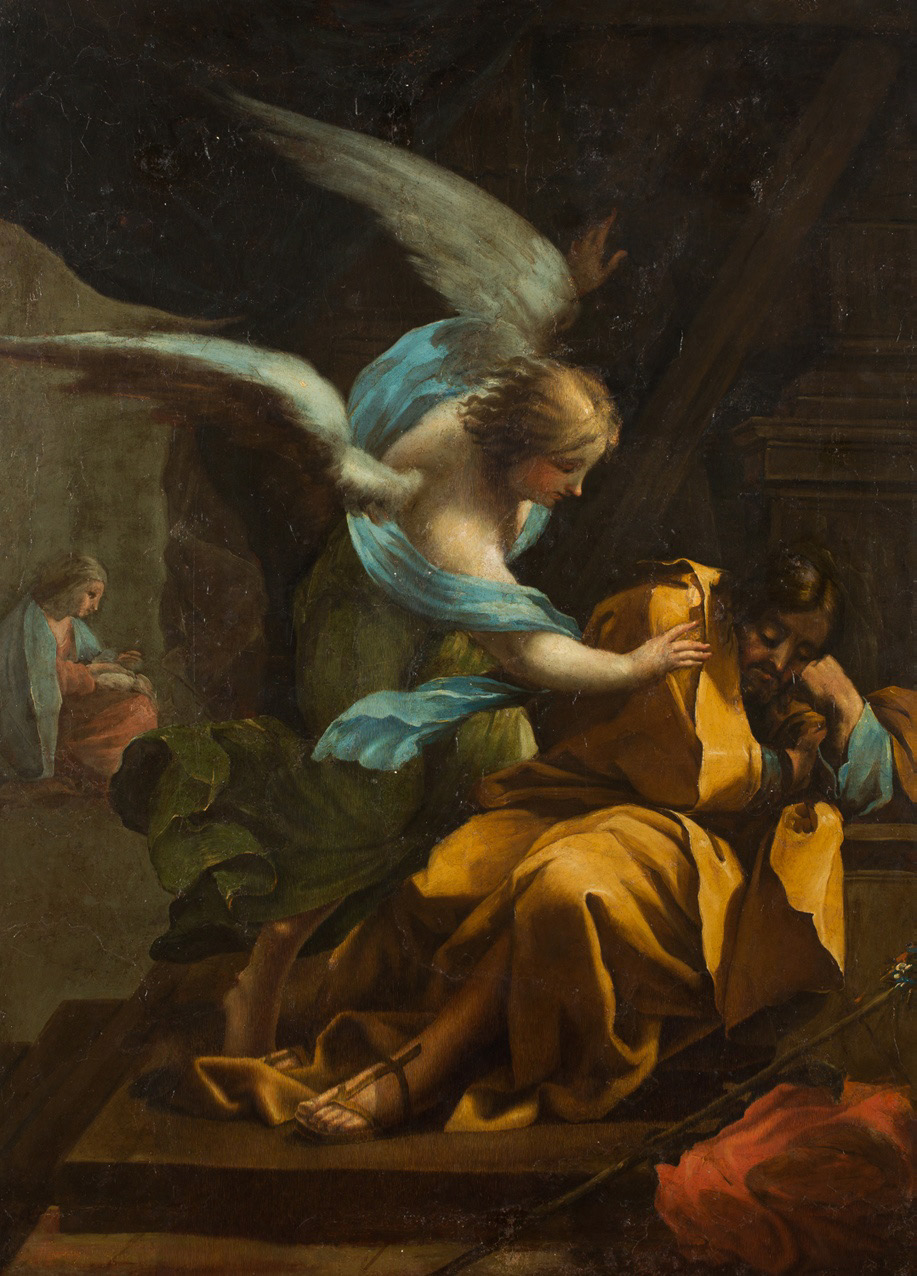
El Sueño de San José, de Goya (1772).
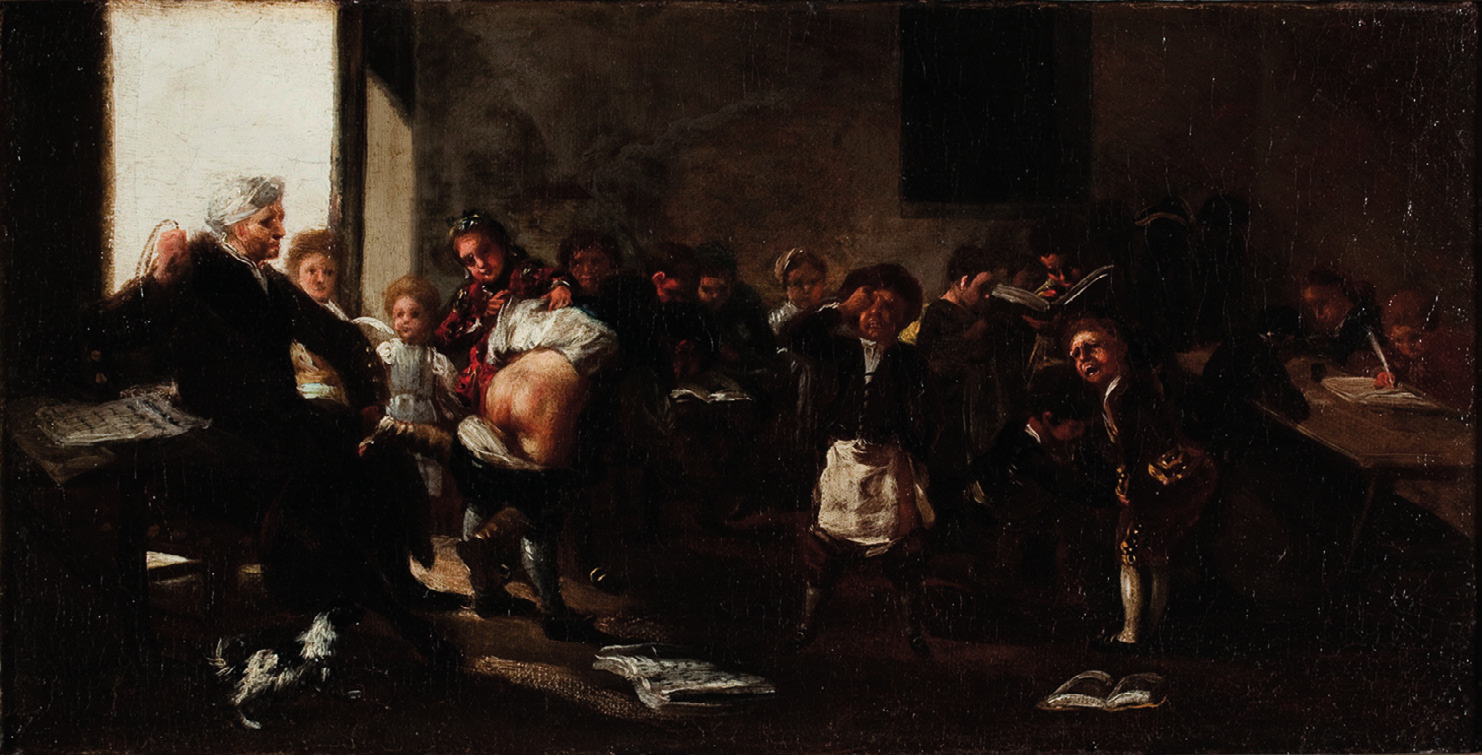
Escena de escuela. La letra con sangre entra, de Goya (1780-1785).
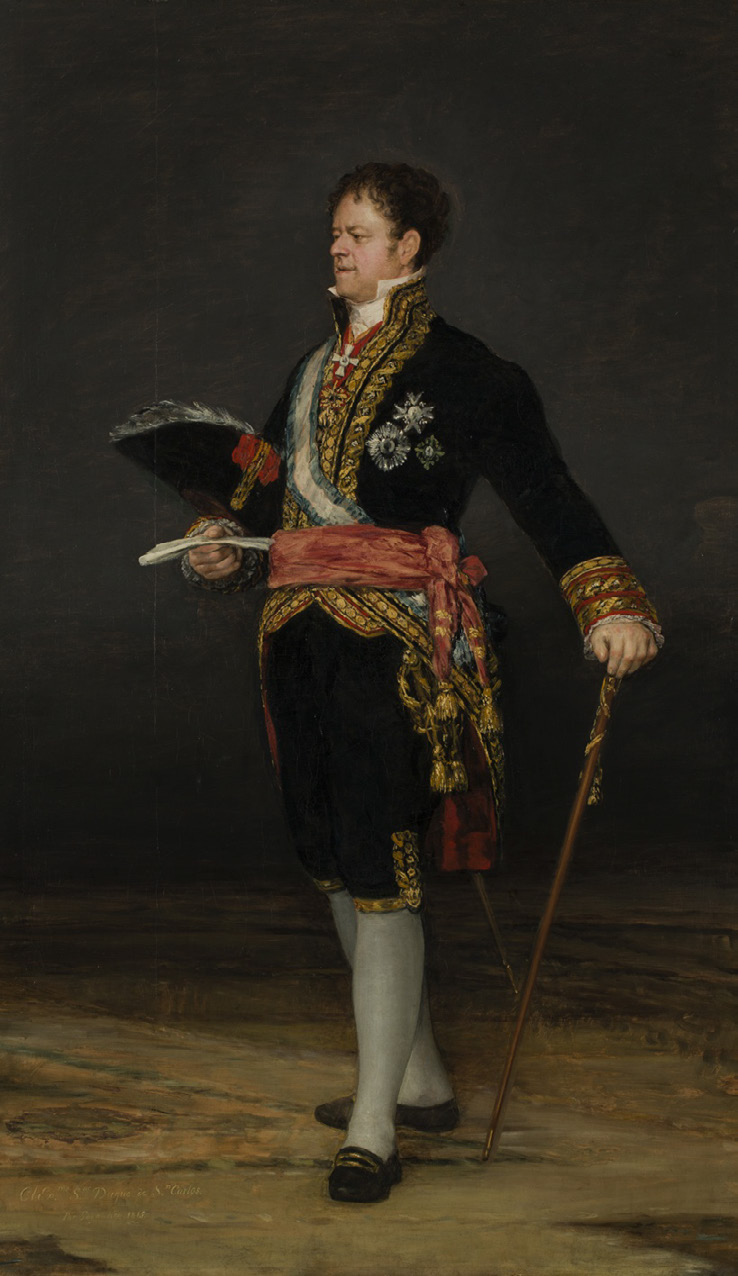
Retrato del Duque de San Carlos, de Goya (1813).

### El XIX y más
En 2019 quedó en depósito temporal el Retrato del Exclamo Señor Barón de la Linde, obra de Federico de Madrazo que fue cedida por el Canal Imperial de Aragón.
Entre la pintura decimonónica destaca la presencia de Francisco Pradilla de quien cabe señalar un Autorretrato de 1869 de gran energía.

#### SigloXX
En cuanto a la pintura del siglo XX el museo cuenta con lienzos de Joaquín Sorolla, Francisco Marín Bagüés o Natalio Bayo. 

#### ... y más
También incluye escultura, y cuenta con ejemplos desde la medieval (un notable Ángel custodio de la ciudad de Zaragoza, de Pere Johan del siglo XV) hasta la contemporánea de Félix Burriel u Honorio García Condoy.

## Colecciones de Arte Oriental
El Museo de Zaragoza también dispone de una sección de arte oriental conformada por cuatro colecciones:
- Colección Torralba
- Colección Kotoge
- Colección Pasamar-Onila
- Colección M.A. Gutiérrez

La principal y más numerosa es la colección Torralba, donada por Federico Torralba Soriano. Consta de varios centenares de piezas, entre esculturas, pinturas, cerámicas, grabados y objetos de uso cotidiano, como baúles, abanicos,muebles, etc. Las piezas más representativas son los grabados japoneses (con obras de los principales autores: Hokusai, Utamaro, Hiroshige, etc), las cerámicas chinas y japonesas (Song, Ming, Qing) destacando la colección de cerámica "sangre de buey" y algunas obras búdicas de origen diverso, descollando la pieza más antigua de la colección, una cabeza grecobúdica proveniente de Gandhara, Pakistán.
La segunda en importancia, no por tamaño, sino por el estatus de artista que la apadrina, es la colección Kotoge de cerámica, iniciada con la donación de varias piezas al museo por parte del ceramista japonés Tanzan Kotoge y que se ha completado con piezas de su hijo y discípulo Kentaro Kotoge. 
Por último, y no menos importante, están las colecciones de xilografías japonesas Pasamar-Onila y M. A. Gutiérrez, donadas y depositadas por los coleccionistas Víctor Pasamar y M. A. Gutiérrez y que complementan las piezas de la misma naturaleza pertenecientes a la colección Torralba.
Estas cuatro colecciones convierten al Museo de Zaragoza en uno de los museos españoles mejor dotados de colecciones procedentes de Oriente lo que lo ha hecho merecedor de la beca de la Japan Foundation (Fundación Japón) en 2023 por un periodo de cinco años.

## Servicios
El museo ofrece asimismo servicios de conservación y restauración, biblioteca, departamento de publicaciones, tienda y área de educación, comunicación y actividades culturales que ofrecen recursos didácticos.

## Galería de obras maestras

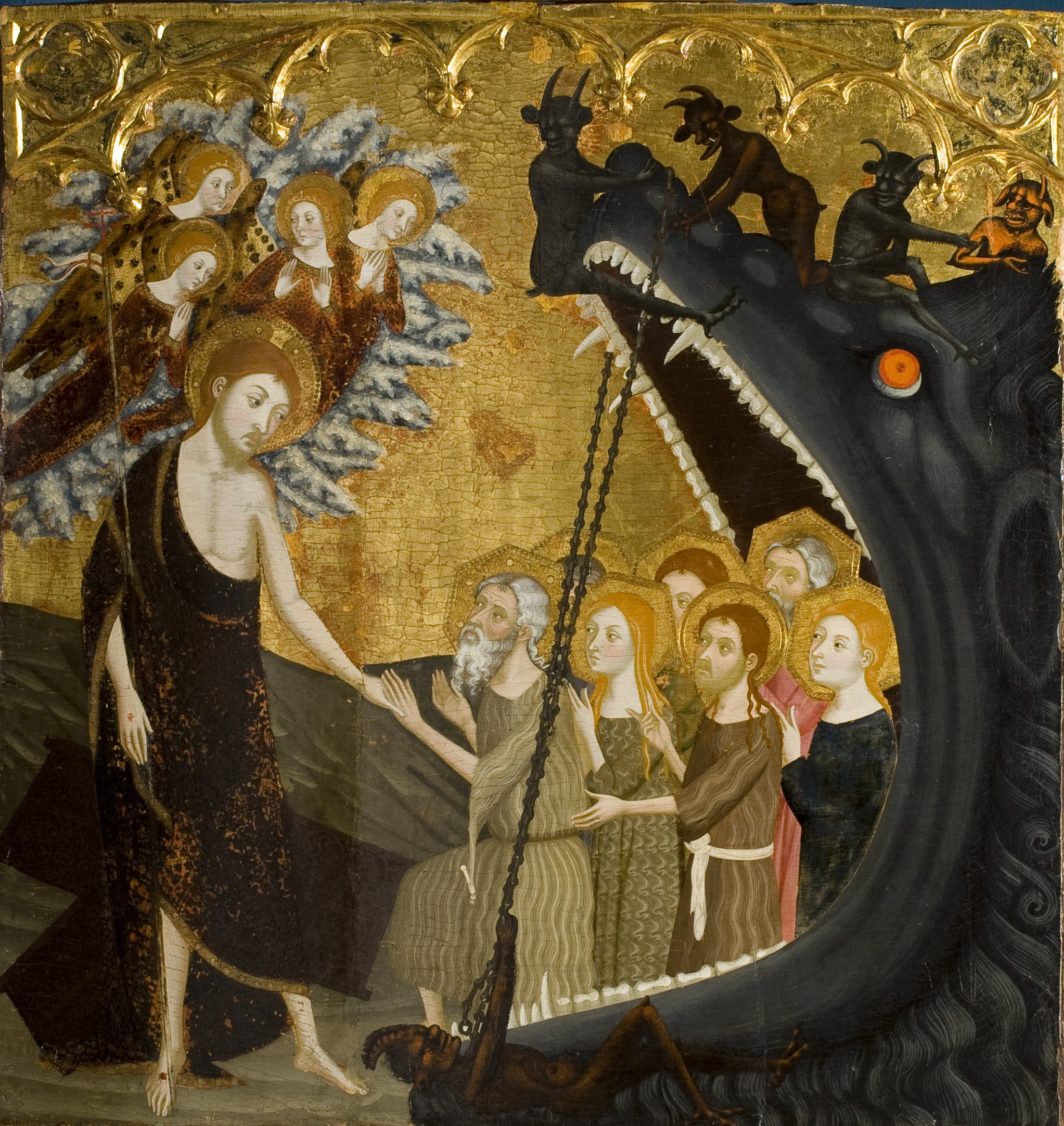
Descenso a los infiernos, 1361-1362, de Jaume Serra.
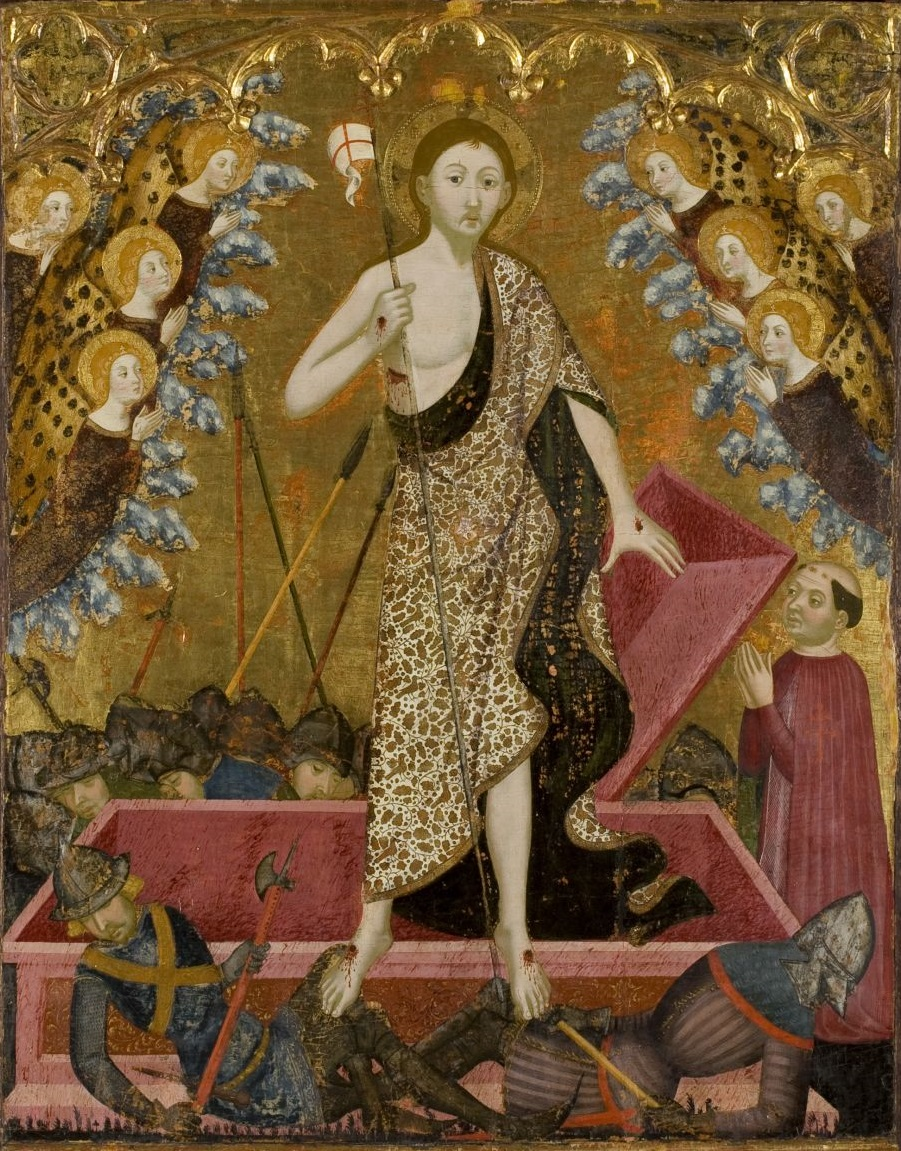
Resurrección de Cristo, 1361-1362, de Jaume Serra.
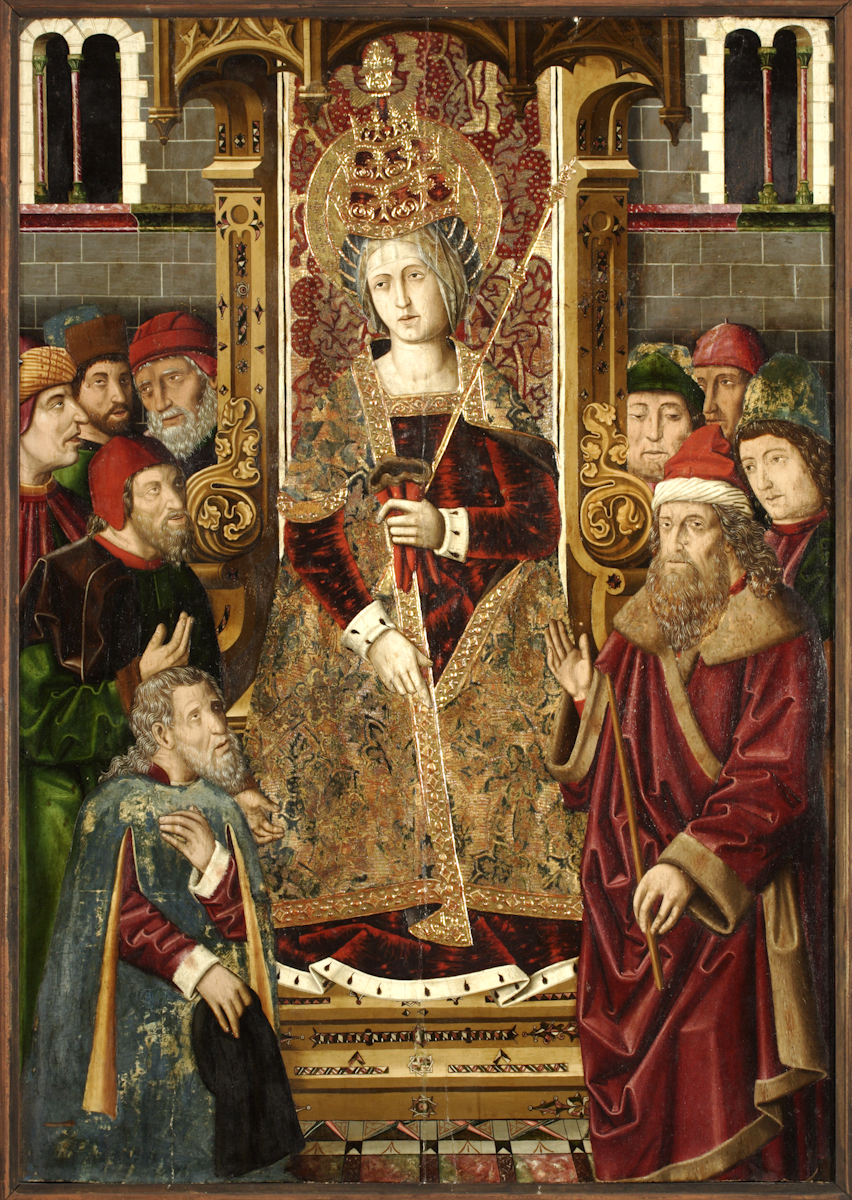
Santa Helena reunida con los judíos, 1483-1487, de Miguel Ximénez.
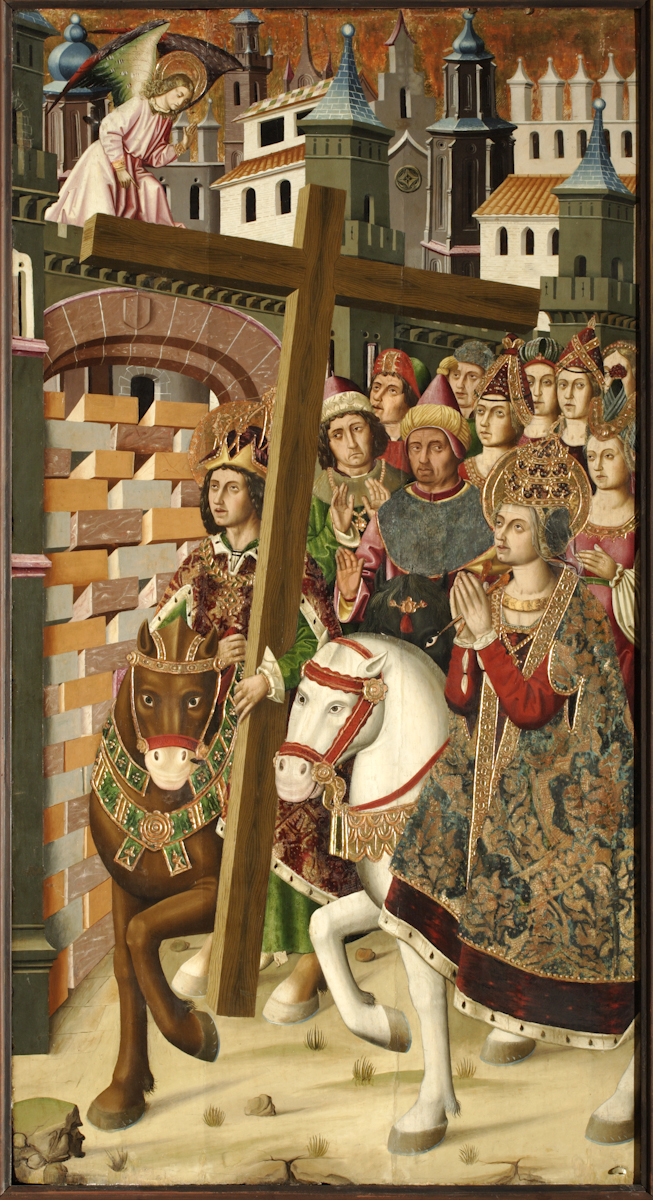
Santa Helena y el emperador Heraclio, 1483-1487, de Miguel Ximénez.
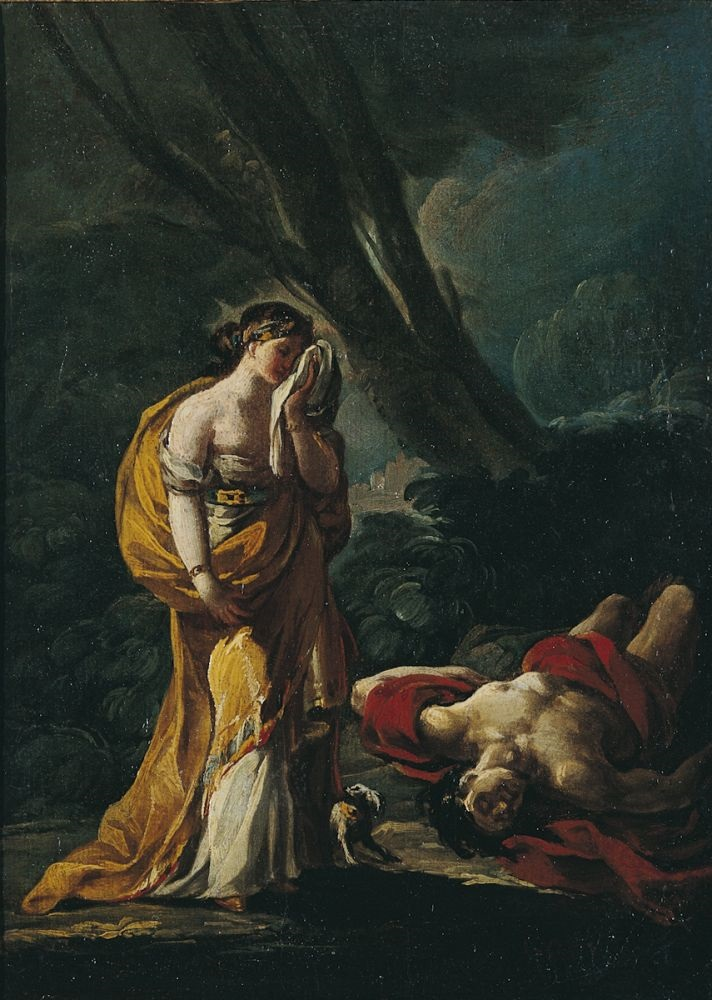
Venus y Adonis, 1771, de Francisco de Goya.
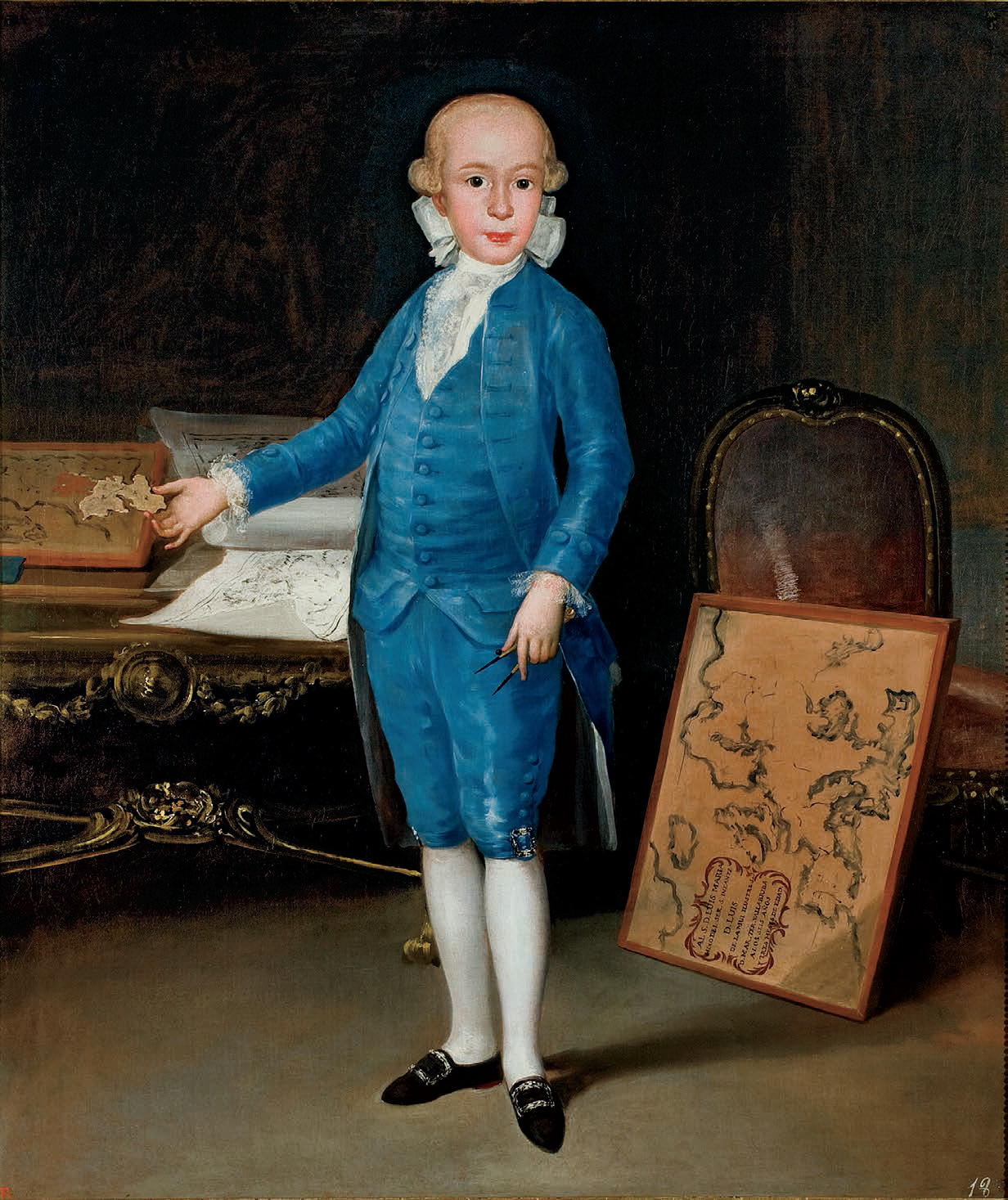
Retrato de Luis María de Borbón y Vallabriga, niño, 1783, de Francisco de Goya.
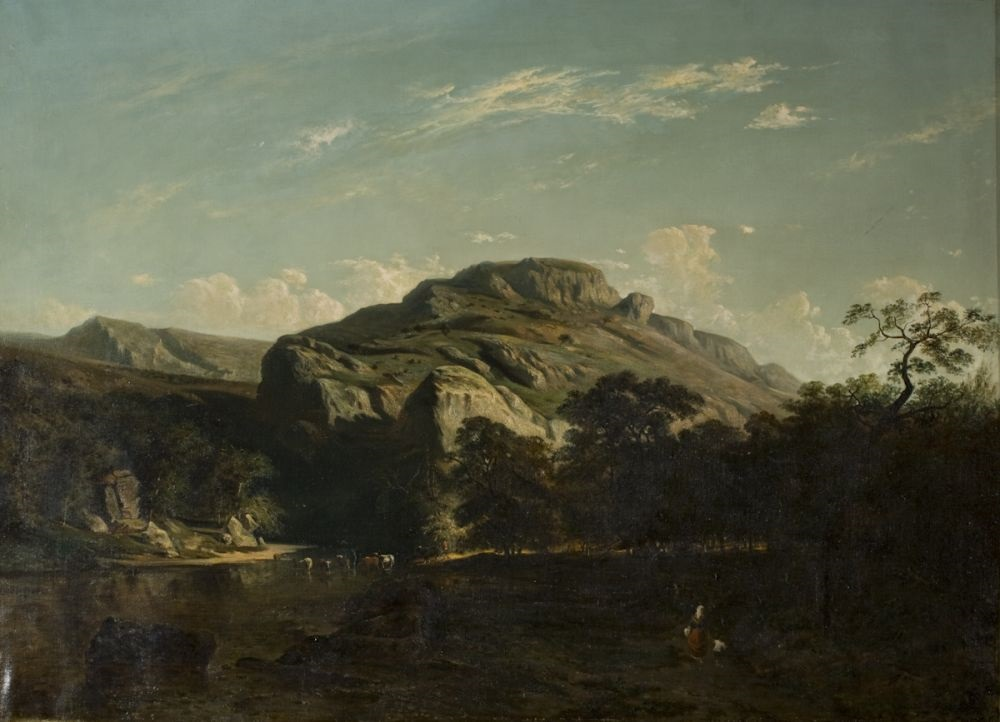
Paisaje de bosque y río, 1855-1870, de Carlos de Haes.
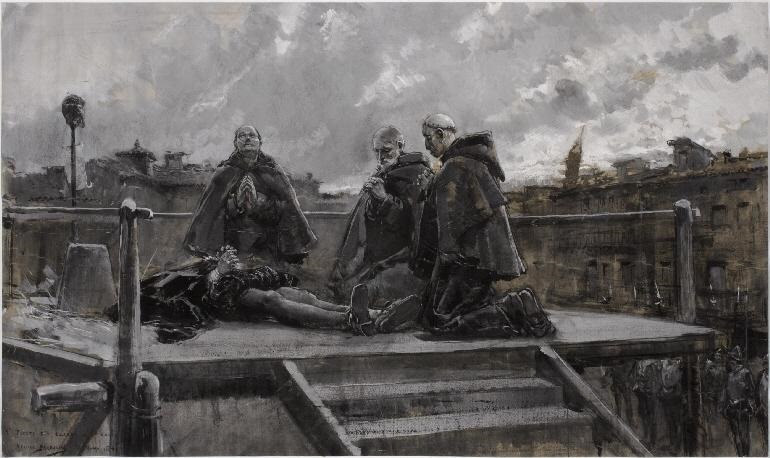
La ejecución de Juan de Lanuza, justicia de Aragón, 1891, de Mariano Barbasán.
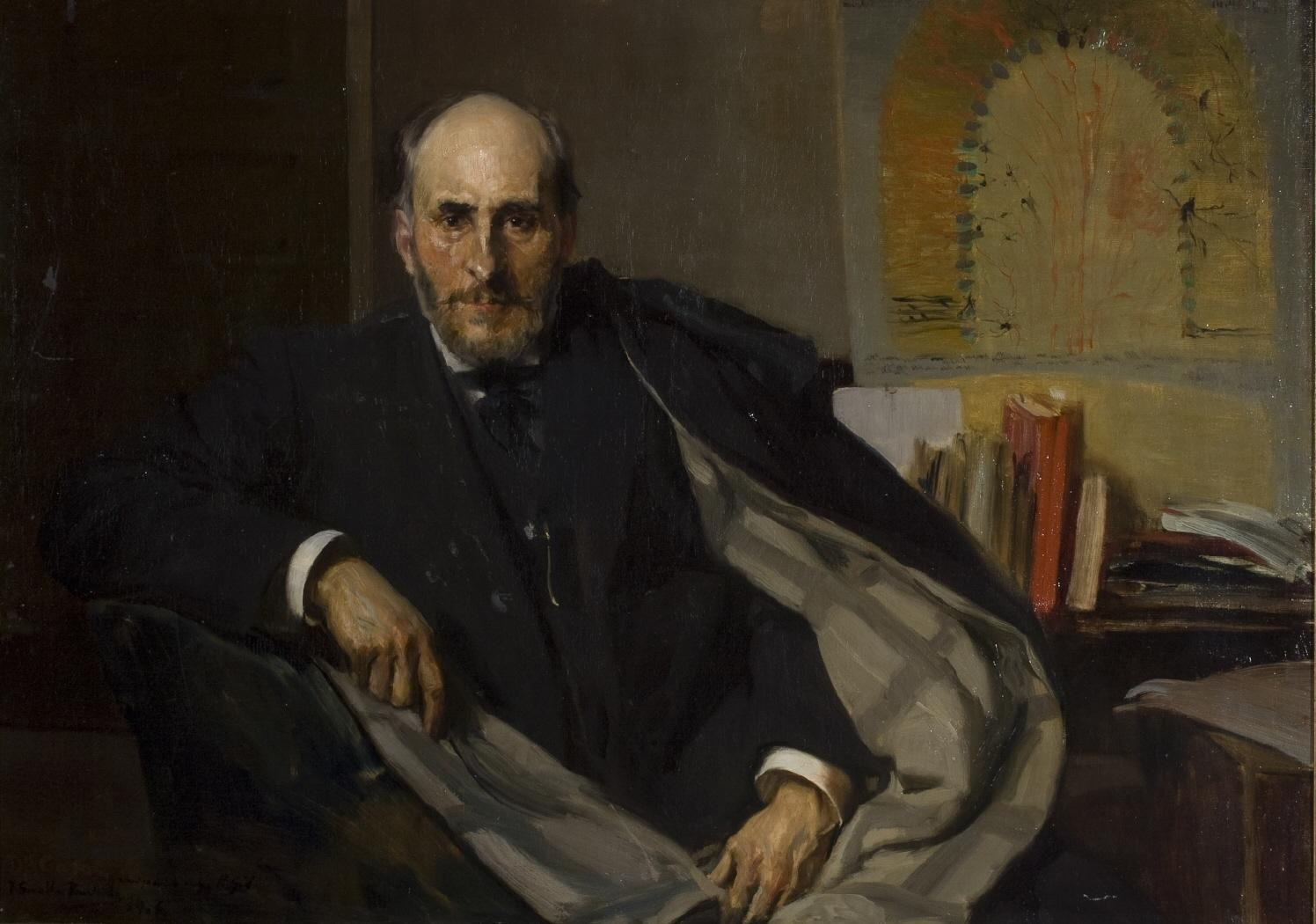
Retrato de Santiago Ramón y Cajal, 1906, de Joaquín Sorolla.